# Lista okrętów patrolowych United States Navy
To lista okrętów patrolowych United States Navy.
Aby nie wprowadzać zamieszania nazwy polskie zostały umieszczone poniżej angielskiej nazwy klasy.

## PC- Patrol Craft Coastal
przybrzeżny okręt patrolowy
| Według numeru kadłuba - (PC-1) USS "Cyclone" - (PC-2) USS "Tempest" - (PC-3) USS "Hurricane" - (PC-4) USS "Monsoon" - (PC-5) USS "Typhoon" - (PC-6) USS "Sirocco" - (PC-7) USS "Squall" - (PC-8) USS "Zephyr" - (PC-9) USS "Chinook" - (PC-10) USS "Firebolt" - (PC-11) USS "Whirlwind" - (PC-12) USS "Thunderbolt" - (PC-13) USS "Shamal" - (PC-14) USS "Tornado" | Alfabetycznie - USS "Chinook" - USS "Cyclone" - USS "Firebolt" - USS "Hurricane" - USS "Monsoon" - USS "Shamal" - USS "Sirocco" - USS "Squall" - USS "Tempest" - USS "Thunderbolt" - USS "Tornado" - USS "Typhoon" - USS "Whirlwind" - USS "Zephyr" |

## PHM, PGH, PCH Hydrofoil Vessels
Wodoloty
PHM Patrol Missile Hydrofoil 
Patrolowy wodolot rakietowy

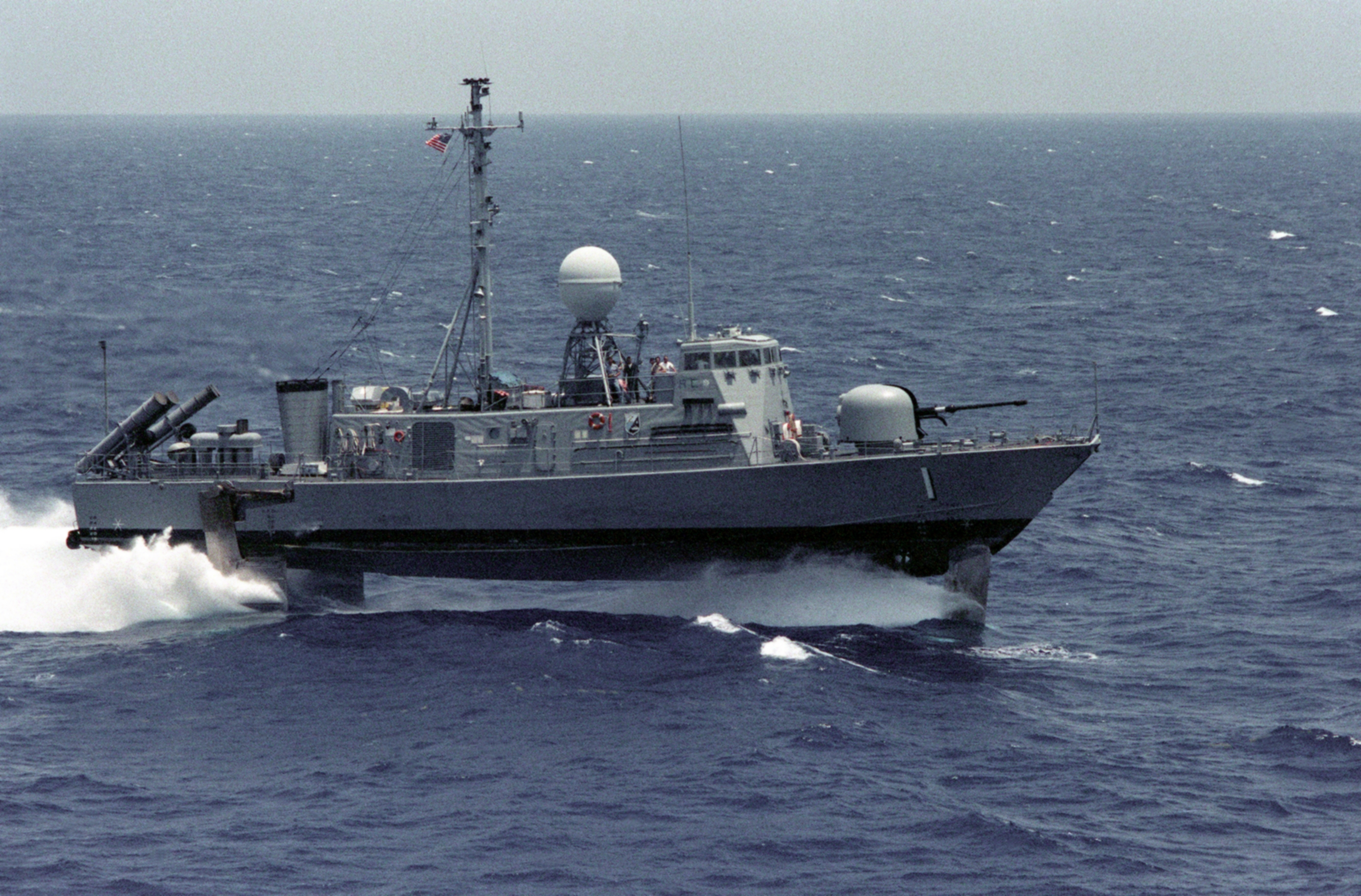
PHM-1

- (PHM-1) "Pegasus", dawniej "Delphinus"
- (PHM-2) "Hercules"
- (PHM-3) "Taurus"
- (PHM-4) "Aquila"
- (PHM-5) "Aries"
- (PHM-6) "Gemini"

PGH Patrol Gunboat Hydrofoil
Wodolot patrolowy
- USS "Flagstaff" (PGH-1) (eksperymentalny typ Grummana)
- USS "Tucumcari" (PGH-2) (Boeing, poprzednik JetFoil)

PCH Submarine Chaser Hydrofoil
Wodolot do zwalczania okrętów podwodnych
- USS "High Point" (PCH-1) (Boeing)

## PC- Submarine Chaser
Te ścigacze okrętów podwodnych miały 173 stopy długości. Duże braki w numeracji w większej części spowodowane są dzieleniem tych samych numerów z innymi 110 stopowymi ścigaczami.

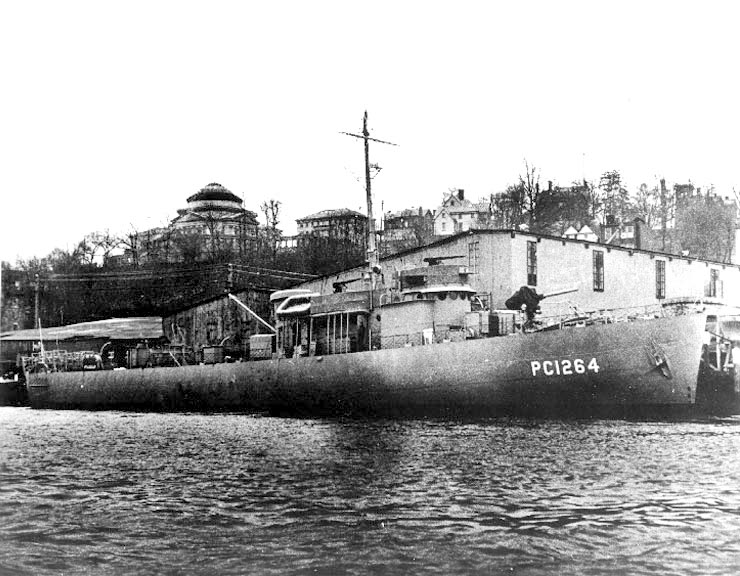
USS PC-1264

| - USS "PC-451" - USS "PC-452" - PC-454 przeklasyfikowany na USS Impetuous (PYc-46) - PC-455 przeklasyfikowany na USS Patriot (PYc-47) - PC-456 przeklasyfikowany na USS Persistent (PYc-48) - PC-457 - PC-458 przeklasyfikowany na USS Retort (PYc-49) - PC-459 przeklasyfikowany na USS Turquoise (PY-18) - PC-460 przeklasyfikowany na USS Sturdy (PYc-50) - USS PC-461 Bluffton - PC-462/USS PCC-462 - PC-463/USS PCC-463 - USS PC-464 - USS Paragould (PC-465) - USS Carmi (PC-466) - USS PC-467 - USS PC-468 - PC-469/USS PCC-469 - USS PC-470 Antigo - USS PC-471 - USS PC-472 - USS PC-473 - USS PC-474 - USS PC-475 - USS PC-476 - USS PC-477 - USS PC-478 - USS PC-479 - USS PC-480 - USS PC-481 - USS PC-482 - USS PC-483 Rolla - USS PC-484 Cooperstown - USS PC-485 - USS PC-486 Jasper - USS PC-487 Larchmont - PC-488 przemianowany i przeklasyfikowany na USS Eureka (IX-221) - USS PC-489 - USS PC-490 - USS PC-491 - USS PC-492 - USS PC-493 - USS PC-494 - USS PC-495 - USS PC-496 - 497-507 użyte dla SC subchasers - USS PC-509 przemianowany / przeklasyfikowany na Valiant (PYc-51) - USS PC-510 przeklasyfikowany na YP-105 - 511 do 522 użyte dla SC subchasers - USS PC-523 przeklasyfikowany na YP-77 - 524-539 użyte dla SC subchasers - USS PC-540 - USS PC-541 - USS "PC-542" - USS PC-543 - USS PC-544 - USS PC-545 - USS PC-546 - USS PC-547 - USS PC-548 - PC-549/USS PCC-549 - USS PC-550 - USS PC-551 - USS PC-552 - USS PC-553 Malone - USS PC-554 - PC-555/USS PCC-555 - USS PC-556 - USS PC-557 - USS PC-558 - USS PC-559 - USS PC-560 Oberlin - USS PC-561 - USS PC-562 - PC-563/USS PCC-563 - USS PC-564 Chadron - USS PC-565 Gilmer - USS PC-566 Honesdale - USS PC-567 Riverhead - USS PC-568 Altus - USS PC-569 Petoskey - USS PC-570 - USS PC-571 Anoka - USS PC-572 Tooele - USS PC-573 - USS PC-574 - USS PC-575 - USS PC-576 - USS PC-577 - PC-578/USS PCC-578 - USS PC-579 Wapakoneta - USS PC-580 Malvern - USS PC-581 Manville - PC/USS PCC-582 Lenoir - USS PC-583 - USS PC-584 - USS PC-585 - USS "Patchogue" (PC-586) - USS PC-587 - PC-588/USS PCC-588 Houghton - PC-589/USS PCC-589 Metropolis - USS PC-590 - USS PC-591 - USS PC-592 Towanda - USS PC-593 - USS PC-594 - USS PC-595 - USS PC-596 - USS PC-597 Kerrville - PC-598/USS PCC-598 - USS PC-599 - USS PC-600 - USS PC-601 Arcata - USS PC-602 Alturas - USS PC-603 Solvay - USS PC-604 - USS PC-605 - USS PC-606 Andrews - USS PC-607 - USS PC-608 - USS PC-609 - USS PC-610 - USS PC-611 - USS PC-612 - USS PC-613 - USS PC-614 - USS PC-615 - USS PC-616 - USS PC-617 Beeville - PC / EPC-618 Weatherford - USS PC-619 Dalhart - USS PC-620 Bethany - USS PC-621 - USS PC-622 - USS PC-623 - USS PC-624 przeklasyfikowany na YW / YWN-120 - USS PC-625 - USS PC-626 - USS PC-627 - USS PC-684 - USS PC-776 Pikeville - USS PC-777 Waynesburg - USS PC-778 Gallipolis - USS PC-779 Mechanicsburg - USS PC-780 Maynard - USS PC-781 Metuchen - USS PC-782 Glenolden - USS PC-783 - USS PC-784 - USS PC-785 Frostburg - USS PC-786 - USS PC-787 - USS PC-788 - USS PC-789 - USS PC-790 - USS PC-791 - USS PC-792 - USS PC-793 - USS PC-794 - USS PC-795 - USS PC-796 - USS PC-797 - USS PC-798 - USS PC-799 | - USS PC-800 - USS PC-801 - PC/USS PCC-802 - PC/USS PCC-803 - USS PC-804 - USS PC-805 przeklasyfikowany na PGM-10 - USS PC-806 przeklasyfikowany na PGM-11 - USS PC-807 - USS PC-808 Ripley - USS PC-809 - USS PC-810 - USS PC-814 - USS PC-815 - USS PC-816 - USS PC-817 Welch - USS PC-818 - USS PC-819 - USS PC-820 - USS PC-821 - USS PC-822 Asheboro - USS PC-823 - USS PC-824 - USS PC-825 - PC-826 przemianowano / przeklasyfikowany na USS Venture (PYc-52) - PC-1039 przeklasyfikowany na USS SC-1039 - USS PC-1077 Edenton - USS PC-1078 - USS PC-1079 Ludington - USS PC-1080 - USS PC-1081 Cadiz - USS PC-1082 - USS PC-1083 - USS PC-1084 - USS PC-1085 - USS PC-1086 - USS PC-1087 Placerville - PC-1088 przeklasyfikowany na PGM-12 - PC-1089 przeklasyfikowany na PGM-13 - PC-1090 przeklasyfikowany na PGM-14 - PC-1091 przeklasyfikowany na PGM-15 - USS "Greencastle" (PC-1119) - USS "Carlinville" (PC-1120) - USS PC-1121 - USS PC-1122 - USS PC-1123 - USS PC-1124 - USS "Cordele" (PC-1125) - USS PC/PCC-1126 - USS PC-1127 - USS PC-1128 - USS "PC-1129" - USS PC-1130 - USS PC-1131 - USS PC-1132 - USS PC-1133 - USS PC-1134 - USS PC-1135 Canastota - USS "Galena" (PC-1136/PCC-1136) - USS "Worthington" (PC-1137/PCC-1137) - USS "Lapeer" (PC-1138) - USS "Glenwood" (PC-1140) - USS "Pierre" (PC-1141) - USS "Hanford" (PC-1142) - USS PC-1143 - USS PC-1144 - USS "Winnemucca" (PC-1145) - USS PC-1146 - USS PC-1147 - PC-1148 przeklasyfikowany na PGM-16 - USS "Susanville" (PC-1149) - USS PC-1167 - USS PC-1168 - PC/USS PCC-1169 Escandido - USS PC-1170 Kelso - USS PC-1171 - USS PC-1172 Olney - USS PC-1173 Andalusia - USS PC-1174 Fredonia - USS PC-1175 Vandalia - USS PC-1176 Minden - PC/USS PCC-1177 Guymon - PC/USS PCC-1178 Kewaunee - USS PC-1179 Morris - USS PC-1180 Woodstock - USS PC-1181 Wildwood - USS PC-1182 - USS PC-1183 - USS PC-1184 - USS PC-1185 - USS PC-1186 Ipswich - USS PC-1187 - USS PC-1188 - USS PC-1189 przeklasyfikowany na PGM-17 - USS PC-1191 Bel Air - USS PC-1192 - USS PC-1193 Ridgway - USS PC-1194 - USS PC-1195 - USS PC-1196 Mayfield - USS PC-1197 - USS PC-1198 Westerly - USS PC-1199 - USS PC-1200 - USS PC-1201 Kittery - USS PC-1202 - USS PC-1203 - USS PC-1206 - USS PC-1207 - USS PC-1208 - USS PC-1209 Medina - USS PC-1210 - USS PC-1211 - USS PC-1212 Laurinburg - USS PC-1213 Louden - USS PC-1214 - USS PC-1215 - USS PC-1216 Elkins - USS PC-1217 - USS PC-1218 - USS PC-1219 - USS PC-1220 - USS PC-1221 - USS PC-1222 - USS PC-1223 - USS PC-1225 Waverly - USS PC-1226 - USS PC-1227 - USS PC-1228 Munising - USS PC-1229 Wauseon - USS PC-1230 Grinnell - USS PC-1231 Tipton - USS PC-1232 - USS PC-1233 - USS PC-1235 - USS PC-1236 - USS "Abingdon" (PC-1237) - USS PC-1238 - USS PC-1240 Culpeper - USS PC-1241 - USS "Port Clinton" (PC-1242) - USS PC-1243 - PC / USS PCC-1244 Martinez - USS PC-1246 Canadaigua - USS PC-1247 | - USS PC-1248 przekazany Francji jako FS Sabre (W11) - USS PC-1249 przekazany Francji jako FS Pique (W13) - USS PC-1250 przekazany Francji jako FS Cimeterre (W12) - PC/USS PCC-1251 Ukiah - USS PC-1252 Tarrytown - USS PC-1253 - USS PC-1254 - USS PC-1255 przeklasyfikowany na PGM-18 - USS PC-1257 - USS PC-1258 - USS PC-1260 Durango - USS PC-1261 - USS PC-1262 - USS PC-1263 Milledgeville - USS PC-1264 - USS PC-1265 - USS PC-1427 przeklasyfikowany na PCS-1427 - USS PC-1465 przeklasyfikowany na PCS-1465 - USS "Grosse Pointe" (PC-1546) - USS PC-1547 Corinth - PC-1548 przeklasyfikowany na PGM-9 - PC-1549 - PC-1550 przeklasyfikowany na PGM-19 - PC-1551 przeklasyfikowany na PGM-20 - PC-1552 przeklasyfikowany na PGM-21 - PC-1553 przeklasyfikowany na PGM-22 - PC-1554 przeklasyfikowany na PGM-23 - PC-1555 przeklasyfikowany na PGM-24 - PC-1556 przeklasyfikowany na PGM-25 - PC-1557 przeklasyfikowany na PGM-26 - PC-1558 przeklasyfikowany na PGM-27 - PC-1559 przeklasyfikowany na PGM-28 - PC-1560 przekazany Francji jako FS Coutelas (W22) - USS PC-1561 - PC-1562 przekazany Francji jako FS Javelot (W23) - USS PC-1563 - USS PC-1564 - PC-1565 przeklasyfikowany na PGM-29 - PC-1566 przeklasyfikowany na PGM-30 - PC-1567 przeklasyfikowany na PGM-31 - PC-1568 przeklasyfikowany na PGM-32 - USS PC-1569 Anacortes - PC-1570 do PC-1585 anulowano - PC-1586 ex-USS Adroit (AM-82) - PC-1587 ex-USS Advent (AM-83) - PC-1588 ex-USS Annoy (AM-84) - PC-1589 ex-USS Conflict (AM-85) - PC-1590 ex-USS Constant (AM-86) - PC-1591 ex-USS Daring (AM-87) - PC-1592 ex-USS Dash (AM-88) - PC-1593 ex-USS Despite (AM-89) - PC-1594 ex-USS Direct (AM-90) - PC-1595 ex-USS Dynamic (AM-91) - PC-1596 ex-USS Effective (AM-92) - PC-1597 ex-USS Engage (AM-93) - PC-1598 ex-USS Excel (AM-94) - PC / PCC-1599 ex-USS Exploit (AM-95) - PC-1600 ex-USS Fidelity (AM-96) - PC / PCC-1601 ex-USS Fierce (AM-97) - PC / PCC-1602 ex-USS Firm (AM-98) - PC-1603 ex-USS Force (AM-99) - PC-1610 przekazano Francji jako FS Le Fougueux (P641) - PC-1611 przekazany Francji jako FS L'Opiniatre (P642) - PC-1612 przekazany Francji jako FS L'Agile (P643) - PC-1613 przekazano Portugalii jako Maio (P587) - PC-1614 przekazano Portugalii jako Porto Santo (P 588) - PC-1615 przekazany Jugosławii jako Udarnik (PBR 51) - PC-1616 przekazany Etiopii jako Zerai Deres - PC-1617 przekazano Portugalii jako Sao Nicolus (P 589) - PC-1618 przekazany Francji jako FS P-7 - PC-1619 przekazany Włochom jako Albatros (F 543) - PC-1620 przekazany Włochom jako Alcione (F 544) - PC-1621 przekazany Włochom jako Airone (F 545) - PC-1622 przekazany Danii jako Bellona (F 344) - PC-1623 przekazany Danii jako Diana (F 345) - PC-1624 przekazany Danii jako Flora (F 346) - PC-1625 przekazany Danii jako Triton (F 347) - PC-1626 przekazany Włochom jako Aquila (F 542) - PC-1635 przekazano Portugalii jako Brava (P 590) - PC-1636 przekazano Portugalii jako Fago (P 591) - PC-1637 przekazano Portugalii jako Boavista (P 592) - PC-1638 przekazany Turcji jako Sultanhisar (P 111) - PC-1639 przekazany Turcji jako Demirhisar (P 112) - PC-1640 przekazany Turcji jako Yarhisar (P 113) - PC-1641 przekazany Turcji jako Akhisar (P 114) - PC-1642 przekazany Turcji jako Sivrihisar (P 115) - PC-1643 przekazany Turcji jako Kochisar (P 116) - PC-1644 zbudowany dla Danii jako Peder Skram (F 352) - PC-1645 zbudowany dla Danii jako Herluf Trolle (F 353) - PC-1646 zbudowany w Chile jako Papudo (P 37) - PC-1647 anulowano |

## PCE - Patrol Craft Escort and PCER - Patrol Craft Rescue Escort
także niektóre PCE(C)
eskortowe okręty patrolowe i  eskortowe okręty patrolowo - ratownicze
- USS PCE-827 przekazany W.Brytanii jako HMS Kilbernie (BEC 1)
- USS PCE-828 przekazany W.Brytanii jako HMS Kilbride (BEC 2)
- USS PCE-829 przekazany W.Brytanii jako HMS Kilchatten (BEC 3)
- USS PCE-830 przekazany W.Brytanii jako HMS Kilchernan (BEC 4)
- USS PCE-831 przekazany W.Brytanii jako HMS Kildary (BEC 5)
- USS PCE-832 przekazany W.Brytanii jako HMS Kildwick (BEC 6)
- USS PCE-833 przekazany W.Brytanii jako HMS Kilham (BEC 7)
- USS PCE-834 przekazany W.Brytanii jako HMS Kilkenzie (BEC 8)
- USS PCE-835 przekazany W.Brytanii jako HMS Kilhampton (BEC 9)
- USS PCE-836 przekazany W.Brytanii jako HMS Kilmacolm (BEC 10)
- USS PCE-837 przekazany W.Brytanii jako HMS Kilmarnok (BEC 11)
- USS PCE-838 przekazany W.Brytanii jako HMS Kilmartin (BEC 12)
- USS PCE-839 przekazany W.Brytanii jako HMS Kilmelford (BEC 13)
- USS PCE-840 przekazany W.Brytanii jako HMS Kilmington (BEC 14)
- USS PCE-841 przekazany W.Brytanii jako HMS Kilmore (BEC 15)
- USS PCE-842 Marfa
- USS PCER / PCE-843 Skowhegan
- USS PCE-844
- USS PCE-845 Worland
- USS PCE-846 Eunice
- USS PCER / PCE-847
- USS PCER-848
- USS PCER-849 Somersworth
- USS PCER-850 Fairview
- USS PCER / EPCE-851 Rockville
- USS PCER / EPCER-852 Brattleboro
- USS PCER-853 Amherst
- USS PCER-854
- USS PCER / USS Rexburg
- USS PCER / USS Whitehall
- USS PCER / USS Marysville
- USS PCE-858
- USS PCER-859
- USS PCE-860
- PCE-861 do PCE-866 anulowano
- USS PCE-867
- USS PCE-868
- USS PCE-869
- USS PCE-870 Dania
- USS PCE-871
- USS PCE-872
- USS PCE / PCEC-873
- USS PCE-874 Pascagoula
- USS PCE-875
- USS PCE-876 przeklasyfikowany na YDG-8
- USS PCE / USS PCEC-877 Havre
- USS PCE-878 przemianowany i przeklasyfikowany na Buttress (ACM 4)
- USS PCE-879 przeklasyfikowany na YDG-9
- USS PCE-880 Ely
- USS PCE-881
- USS PCE-882
- USS PCE-883 przeklasyfikowany na YDG-10
- USS PCE-884
- USS PCE-885
- USS PCE / PCEC-886 Banning
- PCE-887 do PCE-890 anulowano
- USS PCE-891
- USS PCE-892 Somerset
- USS PCE-893
- USS PCE-894 Farmington
- USS PCE-895 Crestview
- USS PCE / PCEC-896
- USS PCE-897
- USS PCE-898
- USS PCE-899 Lamar
- USS PCE-900 Groton
- USS PCE-901 przemianowany i przeklasyfikowany na USS Parris Island (AG-72)
- USS PCE-902 Portage
- USS PCE-903 Batesburg
- USS PCE-904 Gettysburg
- USS PCE-905 przemianowany i przeklasyfikowany na Execute (AM-232)
- USS PCE-906 przemianowany i przeklasyfikowany na Facility (AM-233)
- USS PCE-907 przemianowany i przeklasyfikowany na Gavia (AM-363)
- USS PCE-908 przemianowany i przeklasyfikowany na Fixity (AM-235)
- USS PCE-909 przemianowany i przeklasyfikowany na Flame (AM-236)
- USS PCE-910 anulowano June 6, 1944
- PCE-911 przemianowany i przeklasyfikowany na Adjutant (AM-351), anulowano 1 listopada 1945
- PCE-912 przemianowany i przeklasyfikowany na Bittern (AM-352), anulowano 1 listopada 1945
- PCE-913 przemianowany i przeklasyfikowany na Breakhorn (AM-353), anulowano 1 listopada 1945
- PCE-914 przemianowany i przeklasyfikowany na Carimu (AM-354), anulowano 1 listopada 1945
- PCE-915 przemianowany i przeklasyfikowany na Chukor (AM-355), anulowano 1 listopada 1945
- PCE-916 przemianowany i przeklasyfikowany na Creddock (AM-356), anulowano 1 listopada 1945
- PCE-917 przemianowany i przeklasyfikowany na Dipper (AM-357), anulowano 1 listopada 1945
- PCE-918 przemianowany i przeklasyfikowany na Dotterel (AM-358), anulowano 1 listopada 1945
- PCE-919 przemianowany i przeklasyfikowany na USS Drake (AM-359)
- PCE-920 do PCE-934 anulowano anulowano 1 listopada 1945
- USS PCE-935 przeklasyfikowany na PCER-935, anulowano
- USS PCE-936 przeklasyfikowany na PCER-936, anulowano
- USS PCE-937 przeklasyfikowany na PCER-937, anulowano
- USS PCE-938 przeklasyfikowany na PCER-938, anulowano
- USS PCE-939 przeklasyfikowany na PCER-939, anulowano
- USS PCE-940 przeklasyfikowany na PCER-940, anulowano
- USS PCE-941 przeklasyfikowany na PCER-941, anulowano
- USS PCE-942 przeklasyfikowany na PCER-942, anulowano
- USS PCE-943 przeklasyfikowany na PCER-943, anulowano
- USS PCE-944 przeklasyfikowany na PCER-944, anulowano
- USS PCE-945 przeklasyfikowany na PCER-945, anulowano
- USS PCE-946 przeklasyfikowany na PCER-946, anulowano
- PCE-947 do PCE-960 anulowano
- USS PCE-1604 przekazany dla Holandii jako Fret (F 818)
- USS PCE-1605 przekazany dla Holandii jako Hermelijn (F 819)
- USS PCE-1606 przekazany dla Holandii jako Vos (F 820)
- USS PCE-1607 przekazany dla Holandii jako Wolf (F 817)
- USS PCE-1608 przekazany dla Holandii jako Panter (F 821)
- USS PCE-1609 przekazany dla Holandii jako Jaguar (F 822)

## PCS Patrol Craft Sweeper
| - USS PCS-1376 Winder - USS PCS-1377 - USS PCS-1378 Provincetown - USS PCS-1379 - USS PCS-1380 Rushville - USS PCS-1381 - USS PCS-1382 - USS PCS-1383 Attica - USS PCS-1384 Eufaula - USS PCS-1385 Hallidaysburg - USS PCS-1386 Hampton - USS PCS-1387 Beaufort - USS PCS-1388 a.k.a. Littlehales (AGS-7) - USS PCS-1389 - USS PCS-1390 - USS PCS-1391 a.k.a. PCSC-1391 - USS PCS-1392 Deming - USS PCS-1393 a.k.a. YMS-446 - USS PCS-1394 a.k.a. YMS-447 - USS PCS-1395 a.k.a. YMS-448 - USS PCS-1396 a.k.a. Dutton (AGS-8) - USS PCS-1397 - USS PCS-1398 a.k.a. YMS-449 - USS PCS-1399 a.k.a. YMS-450 - USS PCS-1400 Coquille ex-AMS-59 - USS PCS-1401 McMinnville ex-YMS-452 - USS PCS-1402 - USS PCS-1403 - USS PCS-1404 a.k.a. Amistead Rust (AGS-9) - USS PCS-1405 - USS PCS-1406 a.k.a. YMS-453 - USS PCS-1407 a.k.a. YMS-454 - USS PCS-1408 a.k.a. YMS-455 - USS PCS-1409 a.k.a. YMS-456 - USS PCS-1410 a.k.a. YMS-457 - USS PCS-1411 a.k.a. YMS-458 - USS PCS-1412 a.k.a. YMS-459 - USS PCS-1413 Elsmore - USS PCS-1414 - USS PCS-1415 a.k.a. YMS-460 - USS PCS-1416 a.k.a. YMS-461 - USS PCS-1417 - USS PCS-1418 - USS PCS-1419 | - USS PCS-1420 - USS PCS-1421 - USS PCS-1422 - PUSS CS-1423 Prescott - USS PCS-1424 - USS PCS-1425 - USS PCS-1426 - USS PCS-1427 ex-PC-1427 a.k.a. YMS-462 - USS PCS-1428 a.k.a. YMS-463 - USS PCS-1429 - USS PCS-1430 - PCS / USS Grafton (EPCS-1431) - USS PCS-1432 a.k.a. YMS-464 - USS PCS-1433 a.k.a. YMS-465 - USS PCS-1434 a.k.a. YMS-466 - USS PCS-1435 a.k.a. YMS-467 - USS PCS-1436 a.k.a. YMS-468 - USS PCS-1437 a.k.a. YMS-469 - USS PCS-1438 a.k.a. YMS-470 - USS PCS-1439 a.k.a. YMS-471 - USS PCS-1440 a.k.a. YMS-472 - USS PCS-1441 - USS PCS-1442 - USS PCS-1443 a.k.a. YMS-473 - USS PCS-1444 Conneaut ex-YMS-474 - USS PCS-1445 - USS PCS-1446 - USS PCS-1447 a.k.a. YMS-475 - USS PCS-1448 a.k.a. YMS-476 - USS PCS-1449 - USS PCS-1450 - USS PCS-1451 - USS PCS-1452 - USS PCS-1453 a.k.a. YMS-477 - USS PCS-1454 a.k.a. YMS-478 - USS PCS-1455 - USS PCS-1456 a.k.a. YMS-479 - USS PCS-1457 a.k.a. John Blish (AGS-10) - USS PCS-1458 a.k.a. Derickson (AGS-6) - USS PCS-1459 - USS PCS-1460 - USS PCS-1461 - USS PCS-1462 a.k.a. YMS-480 - USS PCS-1463 a.k.a. YMS-481 - USS PCS-1464 a.k.a. Medrick (AMc-203) - USS PCS-1465 ex-PC-1465 a.k.a. Minah (AMc-204) |

## PE Eagle-Class Patrol Craft
okręty patrolowe typu Eagle
To 60 ukończonych jednostek z czasów II wojny światowej, używających numerów 1-60. Było więcej planowanych, ale ich budowę anulowano.
- Okręty patrolowe typu Eagle

## PF- Patrol Frigate
Fregata patrolowa
- USS Asheville (PF-1) ex PG-101
- USS Natchez (PF-2) ex PG-102
- USS Tacoma (PF-3) ex PG-111
- USS Sausalito (PF-4) ex PG-112
- USS Holquiam (PF-5) ex PG-113
- USS Pasco (PF-6) ex-PG-114
- USS Albuquerque (PF-7) ex-PG-115
- USS Everett (PF-8) ex-PG-116
- USS Pocatello (PF-9) ex PG-117
- USS Brownsville (PF-10) ex-PG-118
- USS Grand Forks (PF-11) ex-PG-119
- USS Casper (PF-12) ex PG-120
- USS Pueblo (PF-13) ex PG-121
- USS Grand Island (PF-14) ex PG-122
- USS Annapolis (PF-15) ex PG-123
- USS Bangor (PF-16) ex PG-124
- USS Key West (PF-17) ex PG-125
- USS Alexandria (PF-18) ex PG-126
- USS Huron (PF-19) ex PG-127
- USS Gulfport (PF-20) ex PG-128
- USS Bayonne (PF-21) ex PG-129
- USS Gloucester (PF-22) ex PG-130
- USS Shreveport (PF-23) ex PG-131
- USS Muskegon (PF-24) ex PG-132
- USS Charlottesville (PF-25) ex PG-133
- USS Poughkeepsie (PF-26) ex PG-134
- USS Newport (PF-27) ex PG-135
- USS Emporia (PF-28) ex PG-136
- USS Groton (PF-29) ex PG-137
- USS Hingham (PF-30) ex PG-138
- USS Grand Rapids (PF-31) ex PG-139
- USS Woonsocket (PF-32) ex PG-140
- USS Dearborn (PF-33) ex PG-141
- USS Long Beach (PF-34) ex PG-142
- USS Belfast (PF-35) ex PG-143
- USS Glendale (PF-36) ex PG-144
- USS San Pedro (PF-37) ex PG-145
- USS Coronado (PF-38) ex PG-146
- USS Ogden (PF-39) ex PG-147
- USS Eugene (PF-40) ex PG-148
- USS El Paso (PF-41) ex PG-149
- USS Van Buren (PF-42) ex PG-150
- USS Orange (PF-43) ex PG-151
- USS Corpus Christi (PF-44) ex PG-152
- USS Hutchinson (PF-45) ex PG-153
- USS Bisbee (PF-46) ex PG-154
- USS Gallup (PF-47) ex PG-155
- USS Rockford (PF-48) ex PG-156
- USS Muskogee (PF-49) ex PG-157
- USS Carson City (PF-50) ex PG-158
- USS Burlington (PF-51) ex PG-159
- USS Allentown (PF-52) ex-PG-160
- USS Machias (PF-53) ex-PG-161
- USS Sandusky (PF-54) ex-PG-162
- USS Bath (PF-55) ex-PG-163
- USS Covington (PF-56) ex-PG-164
- USS Sheboygan (PF-57) ex-PG-165
- USS Abilene (PF-58) ex-Bridgeport, ex-PG-166
- USS Beaufort (PF-59) ex-PG-167
- USS Charlotte (PF-60) ex-PG-168
- USS Manitowoc (PF-61) ex-PG-169
- USS Gladwyne (PF-62) ex-PG-170
- USS Moberly (PF-63) ex-Scranton, ex-PG-171
- USS Knoxville (PF-64) ex-PG-172
- USS Uniontown (PF-65) ex-PG-173
- USS Reading (PF-66) ex-PG-174
- USS Peoria (PF-67) ex-PG-175
- USS Brunswick (PF-68) ex-PG-176
- USS Davenport (PF-69) ex-PG-177
- USS Evansville (PF-70) ex-PG-178
- USS New Bedford (PF-71) ex-PG-179
- USS Hallowell (PF-72) ex-Machias dla W.Brytanii jako HMS Anguilla (K 500)
- USS Hamond (PF-73) ex-PG-181 dla W.Brytanii jako HMS Antigua (K 501)
- USS Hargood (PF-74) ex-PG-182 dla W.Brytanii jako HMS Ascension (K 502)
- USS Hotham (PF-75) ex-PG-183 dla W.Brytanii jako HMS Bahamas (K 503)
- USS Halstead (PF-76) ex-PG-184 dla W.Brytanii jako HMS Barbados (K 504)
- USS Hannam (PF-77) ex-PG-185 dla W.Brytanii jako HMS Caicos (K 505)
- USS Harland (PF-78) ex-PG-186 dla W.Brytanii jako HMS Cayman (K 506)
- USS Harmon (PF-79) ex-PG-187 dla W.Brytanii jako HMS Dominica (K 507)
- USS Harvey (PF-80) ex-PG-188 dla W.Brytanii jako HMS Gold Coast (K 584)
- USS Holmes (PF-81) ex-PG-189 dla W.Brytanii jako HMS Hong Kong (K 585)
- USS Hornby (PF-82) ex-PG-190 dla W.Brytanii jako HMS Montserrat (K 586)
- USS Hoste (PF-83) ex-PG-191 dla W.Brytanii jako HMS Nyasaland (K 587)
- USS Howett (PF-84) ex-PG-192 dla W.Brytanii jako HMS Papua (K 588)
- USS Pilford (PF-85) ex-PG-193 dla W.Brytanii jako HMS Pitcairn (K 589)
- USS St. Helena (PF-86) ex-Pasley dla W.Brytanii jako HMS St. Helena (K 590)
- USS Patton (PF-87) ex-PG-195 dla W.Brytanii jako HMS Sarawak (K 591)
- USS Pearl (PF-88) ex-PG-196 dla W.Brytanii jako HMS Seychelles (K 592)
- USS Phillimore (PF-89) ex-PG-197 dla W.Brytanii jako HMS Sierra Leone (K 593)
- USS Popham (PF-90) ex-PG-198 dla W.Brytanii jako HMS Somaliland (K 594)
- USS Tortola (PF-91) ex-Peyton dla W.Brytanii jako HMS Tortola (K 595)
- USS Zanzibar (PF-92) ex-Prowse dla W.Brytanii jako HMS Zanzibar (K 596)
- USS Lorain (PF-93) ex- Roanoke (PG 201)
- USS Milledgeville (PF-94) ex-PG-202
- USS Stamford (PF-95) ex-PG-203 budowę wstrzymano 31 grudnia 1943
- USS Macon (PF-96) ex-PG-204 budowę wstrzymano 31 grudnia 1943
- USS Lorain (PF-97) ex-Vallejo (PG 205) budowę wstrzymano 11 stycznia 1944
- USS Milledgeville (PF-98) ex-PG-206 budowę wstrzymano 31 grudnia 1943
- USS Orlando (PF-99) ex-PG-207
- USS Racine (PF-100) ex-PG-208
- USS Greensboro (PF-101) ex-PG-209
- USS Forsyth (PF-102) ex-PG-210
- PF-103 przekazany Iranowi jako Bayandor (F 25)
- PF-104 przekazany dla Iranu jako Naghdi (F 26)
- PF-105 przekazany dla Iranu jako Milanian (F 27)
- PF-106 przekazany dla Iranu jako Kahnamuie (F 28)
- PF-107 przekazany dla Tajlandii jako Tapi (PF 5)
- PF-108 przekazany dla Tajlandii jako Khirirat (PF 6)

## PG Gunboat
kanonierki patrolowe
- USS "Yorktown" (PG-1)
- USS "Petrel" (PG-2)
- USS Concord (PG-3)
- USS "Bennington" (PG-4)
- USS „Machias” (PG-5)(inne języki)
- USS „Castine” (PG-6)(inne języki)
- USS "Nashville" (PG-7)
- USS Wilmington (PG-8) przemianowany i przeklasyfikowany na USS Dover (IX-30)
- USS "Helena" (PG-9)
- USS „Annapolis” (PG-10)(inne języki) przeklasyfikowany na IX-1
- USS „Vicksburg” (PG-11)(inne języki)
- USS Newport (PG-12) przeklasyfikowany na IX-19
- USS Princeton (PG-13)
- USS Wheeling (PG-14) przeklasyfikowany na IX-28
- USS Marietta (PG-15)
- USS Palos (PG-16) przeklasyfikowany na PR-1
- USS Dubuque (PG-17) ex-IX-9
- USS Paducah (PG-18) ex-IX-23
- USS "Sacramento" (PG-19)
- USS Monocacy (PG-20) przeklasyfikowany na PR-2
- USS "Asheville" (PG-21)
- USS Tulsa (PG-22) przemianowany na "Tacloban"
- USS Nantucket (PG-23) ex-Rockport przeklasyfikowany na IX-18
- USS "Dolphin" (PG-24)
- USS "Marblehead" (PG-27) ex C-11
- USS "Denver" (PG-28) ex C-14/CL-16
- USS "Des Moines" (PG-29) ex C-15/CL-17
- USS "Chattanooga" (PG-30) ex C-16/CL-18
- USS "Galveston" (PG-31) ex C-17/CL-19
- USS "Tacoma" (PG-32) ex C-18/CL-20
- USS "Cleveland" (PG-33) ex C-19/CL-21
- USS "New Orleans" (PG-34) przeklasyfikowany na CL-22
- USS Topeka (PG-35) przeklasyfikowany na IX-35
- USS "Albany" (PG-36) przeklasyfikowany na CL-23
- USS Elcano (PG-38)
- USS "Pampanga" (PG-39)
- USS Quiros (PG-40)
- USS Samar (PG-41)
- USS Villalobos (PG-42)
- USS "Guam "(PG-43) przemianowany / przeklasyfikowany na Wake (PR 3)
- USS "Tutuila" (PG-44) przeklasyfikowany na PR-4
- USS "Panay" (PG-45) przeklasyfikowany na PR-5
- USS Oahu (PG-46) przeklasyfikowany na PR-6
- USS Luzon (PG-47) przeklasyfikowany na PR-7
- USS Mindanao (PG-48) przeklasyfikowany na PR-8
- USS Fulton (PG-49) ex-AS-1
- USS Erie (PG-50)
- USS Charleston (PG-51)
- USS Niagara (PG-52) ex-CMc-2 przeklasyfikowany na AGP-1
- USS "Vixen" (PG-53)
- USS St. Augustine (PG-54)
- USS Jamestown (PG-55) przeklasyfikowany na AGP-3
- USS Williamsburg (PG-56) przeklasyfikowany na AGC-369
- USS "Plymouth" (PG-57)
- USS Hilo (PG-58) przeklasyfikowany na AGP-2
- USS San Bernardino (PG-59)
- USS Beaumont (PG-60)
- USS Dauntless (PG-61)
- USS Temptress (PG-62) ex-HMS "Veronica" (K 37)
- USS Surprise (PG-63) ex-HMS "Heliotrope" (K 03)
- USS Spry (PG-64) ex-HMS „Hibiscus” (K24)(inne języki)
- USS Saucy (PG-65) ex-HMS "Arabis" (K 73), przemianowany na HMS „Snapdragon” (K10)(inne języki)
- USS Restless (PG-66) ex-HMS "Periwinkle" (K 55)
- USS Ready (PG-67) ex-HMS "Calendula" (K 28)
- USS Impulse (PG-68) ex-HMS "Begonia" (K 66)
- USS Fury (PG-69) ex-HMS "Larkspur" (K 82)
- USS Courage (PG-70) ex-HMS "Heartsease" (K 15)
- USS Tenacity (PG-71) ex-HMS "Candytuft" (K 09)
- USS Nourmahal (PG-72)
- USS Natchez (PG-85) ex-"Corsair" (SP 159) przeklasyfikowany /przemianowano na "Oceanographer" (AGS-3)
- USS Action (PG-86) ex-HMS "Comfrey" (K 277)
- USS Alacrity (PG-87) ex-HMS "Cornel" (K 278)
- USS Beacon (PG-88) ex-HMS "Dittany"(K 279)
- USS Brisk (PG-89) ex-HMS "Flax" (K 284)
- USS Caprice (PG-90) przekazany W.Brytanii jako HMS Honesty (K-285)
- USS Clash (PG-91) przekazany W.Brytanii jako HMS Linaria (K-282)
- USS Haste (PG-92) przekazany W.Brytanii jako HMS Mandrake (K-287)
- USS Intensity (PG-93) przekazany W.Brytanii jako HMS Milfoil (K-288)
- USS Might (PG-94) ex-HMS "Musk" (K 289)
- USS Pert (PG-95) ex-HMS "Nepeta" (K 290)
- USS "Prudent" (PG-96) ex-HMS "Privet" (K 291)
- USS Splendor (PG-97) przekazany W.Brytanii jako HMS "Rosebay" (K 286)
- USS Tact (PG-98) przekazany W.Brytanii jako HMS "Smilax" (K 280)
- USS Vim (PG-99) przekazany W.Brytanii jako HMS "Statice" (K 281)
- USS Vitality (PG-100) przekazany W.Brytanii jako HMS "Willowherb" (K-283)
- USS Asheville (PG-101) przeklasyfikowany na PF-1
- USS Natchez (PG-102) przeklasyfikowany na PF-2
- PG-107 przekazany W.Brytanii jako HMS Inver (K-302)
- PG-108 przekazany W.Brytanii jako HMS Lossie (K-303)
- PG-109 przekazany W.Brytanii jako HMS Parret (K-304)
- USS Shiel (PG-110) przekazany W.Brytanii jako HMS "Shiel" (K 305)
- USS "Tacoma" (PG-111) przeklasyfikowany na PF-3
- USS "Sausalito" (PG-112) przeklasyfikowany na PF-4
- USS "Holquain "(PG-113) przeklasyfikowany na PF-5
- USS "Pasco" (PG-114) przeklasyfikowany na PF-6
- USS "Albuquerque" (PG-115) przeklasyfikowany na PF-7
- USS "Everett" (PG-116) przeklasyfikowany na PF-8
- USS "Pocatello" (PG-117) przeklasyfikowany na PF-9
- USS "Brownsville" (PG-118) przeklasyfikowany na PF-10
- USS "Grand Forks" (PG-119) przeklasyfikowany na PF-11
- USS "Casper" (PG-120) przeklasyfikowany na PF-12
- USS "Pueblo" (PG-121) przeklasyfikowany na PF-13
- USS "Grand Island" (PG-122) przeklasyfikowany na PF-14
- USS "Annapolis" (PG-123) przeklasyfikowany na PF-15
- USS "Bangor" (PG-124) przeklasyfikowany na PF-16
- USS "Key West" (PG-125) przeklasyfikowany na PF-17
- USS "Alexandria" (PG-126) przeklasyfikowany na PF-18
- USS "Huron" (PG-127) przeklasyfikowany na PF-19
- USS "Gulfport" (PG-128) przeklasyfikowany na PF-20
- USS Bayonne (PG-129) przeklasyfikowany na PF-21
- USS "Gloucester" (PG-130) przeklasyfikowany na PF-22
- USS "Shreveport" (PG-131) przeklasyfikowany na PF-23
- USS "Muskegon" (PG-132) przeklasyfikowany na PF-24
- USS "Charlottesville" (PG-133) przeklasyfikowany na PF-25
- USS "Poughkeepsie" (PG-134) przeklasyfikowany na PF-26
- USS "Newport" (PG-135) przeklasyfikowany na PF-27
- USS "Emporia" (PG-136) przeklasyfikowany na PF-28
- USS "Groton" (PG-137) przeklasyfikowany na PF-29
- USS "Hingham" (PG-138) przeklasyfikowany na PF-30
- USS "Grand Rapids" (PG-139) przeklasyfikowany na PF-31
- USS "Woonsocket" (PG-140) przeklasyfikowany na PF-32
- USS "Dearborn" (PG-141) przeklasyfikowany na PF-33
- USS "Long Beach" (PG-142) przeklasyfikowany na PF-34
- USS "Belfast" (PG-143) przeklasyfikowany na PF-35
- USS "Glendale" (PG-144) przeklasyfikowany na PF-36
- USS "San Pedro" (PG-145) przeklasyfikowany na PF-37
- USS "Coronado" (PG-146) przeklasyfikowany na PF-38
- USS "Ogden" (PG-147) przeklasyfikowany na PF-39
- USS "Eugene" (PG-148) przeklasyfikowany na PF-40
- USS "El Paso" (PG-149) przeklasyfikowany na PF-41
- USS "Van Buren" (PG-150) przeklasyfikowany na PF-42
- USS "Orange" (PG-151) przeklasyfikowany na PF-43
- PG-152 przemianowany / przeklasyfikowany na USS "Corpus Christi" (PF 44)
- USS "Hutchinson" (PG-153) przeklasyfikowany na PF-45
- USS "Bisbee" (PG-154) przeklasyfikowany na PF-46
- USS "Gallup" (PG-155) przeklasyfikowany na PF-47
- USS "Rockford" (PG-156) przeklasyfikowany na PF-48
- USS "Muskogee" (PG-157) przeklasyfikowany na PF-49
- USS "Carson City" (PG-158) przeklasyfikowany na PF-50
- USS "Burlington" (PG-159) przeklasyfikowany na PF-51
- USS "Allentown" (PG-160) przeklasyfikowany na PF-52
- USS "Machias" (PG-161) przeklasyfikowany na PF-53
- USS "Sandusky" (PG-162) przeklasyfikowany na PF-54
- USS "Bath" (PG-163) przeklasyfikowany na PF-55
- USS "Covington" (PG-164) przeklasyfikowany na PF-56
- USS "Sheboygan" (PG-165) przeklasyfikowany na PF-57
- USS "Abilene" (PG-166) przeklasyfikowany na PF-58
- USS "Beaufort" (PG-167) przeklasyfikowany na PF-59
- USS "Charlotte" (PG-168) przeklasyfikowany na PF-60
- USS "Manitowoc" (PG-169) przeklasyfikowany na PF-61
- USS "Gladwyne" (PG-170) przeklasyfikowany na PF-62
- USS "Moberly" (PG-171) przemianowano i przeklasyfikowany na USS "Scranton" (PF-63)
- USS "Knoxville" (PG-172) przeklasyfikowany na PF-64
- USS "Uniontown" (PG-173) przeklasyfikowany na PF-65
- USS "Reading" (PG-174) przeklasyfikowany na PF-66
- USS "Peoria" (PG-175) przeklasyfikowany na PF-67
- USS "Brunswick" (PG-176) przeklasyfikowany na PF-68
- USS "Davenport" (PG-177) przeklasyfikowany na PF-69
- USS "Evansville" (PG-178) przeklasyfikowany na PF-70
- USS "New Bedford" (PG-179) przeklasyfikowany na PF-71
- PG-180 przemianowany / przeklasyfikowany na USS "Hallowell" (PF-72)
- USS Hammond (PG-181) przeklasyfikowany na PF-73
- USS Hargood (PG-182) przeklasyfikowany na PF-74
- USS Hotham (PG-183) przeklasyfikowany na PF-75
- USS Halstead (PG-184) przeklasyfikowany na PF-76
- USS Hannam (PG-185) przeklasyfikowany na PF-77
- USS Harland (PG-186) przeklasyfikowany na PF-78
- USS Harmon (PG-187) przeklasyfikowany na PF-79
- USS Harvey (PG-188) przeklasyfikowany na PF-80
- USS Holmes (PG-189) przeklasyfikowany na PF-81
- USS Hornby (PG-190) przeklasyfikowany na PF-82
- USS Hoste (PG-191) przeklasyfikowany na PF-83
- USS Howett (PG-192) przeklasyfikowany na PF-84
- USS Pilford (PG-193) przeklasyfikowany na PF-85
- PG-194 przemianowano i przeklasyfikowany na USS Pasley (PF-86)
- PG-195 przemianowano i przeklasyfikowany na USS Patton (PF-87)
- USS Tortola (PG-199) przeklasyfikowany na PF-91
- USS Roanoke (PG-201) przemianowano i przeklasyfikowany na USS "Lorain" (PF-93)
- USS "Milledgeville" (PG-202) przeklasyfikowany na PF-94
- PG-203
- PG-204 kontrakt anulowano 31 grudnia 1943
- USS Vallejo (PG-205) ex- USS Lorain (PF-97) kontrakt anulowano 11 stycznia 1944
- PG-206 kontrakt anulowano 31 December 1943
- USS Orlando (PG-207) przeklasyfikowany na PF-99
- USS "Racine" (PG-208) przeklasyfikowany na PF-100
- USS Greensboro (PG-209) przeklasyfikowany na PF-101
- USS Forsyth (PG-210) przeklasyfikowany na PF-102

## PGM/PG Motor Gunboat
kanonierka motorowa
- USS PGM-1 ex SC-644
- USS PGM-2 ex SC-757
- USS PGM-3 ex SC-1035
- USS PGM-4 ex SC-1053
- USS PGM-5 ex SC-1056
- USS PGM-6 ex SC-1071
- USS PGM-7 ex SC-1072
- USS PGM-8 ex SC-1366
- USS PGM-9 ex PC-1548
- USS PGM-10 ex PC-805
- USS PGM-11 ex PC-806
- USS PGM-12 ex PC-1088
- USS PGM-13 ex PC-1089
- USS PGM-14 ex PC-1090
- USS PGM-15 ex PC-1091
- USS PGM-16 ex PC-1148
- USS PGM-17 ex PC-1189
- USS PGM-18 ex-PC-1255
- USS PGM-19 ex PC-1550
- USS PGM-20 ex PC-1551
- USS PGM-21 ex PC-1552
- USS PGM-22 ex PC-1553
- USS PGM-23 ex PC-1554
- USS PGM-24 ex PC-1555
- USS PGM-25 ex PC-1556
- USS PGM-26 ex PC-1557
- USS PGM-27 ex PC-1558
- USS PGM-28 ex PC-1559
- USS PGM-29 ex PC-1565
- USS PGM-30 ex PC-1566
- USS PGM-31 ex PC-1567
- USS PGM-32 ex PC-1568
- USS PGM-33 przekazany Filipinom jako Camarines (PG 48)
- USS PGM-34 przekazany Filipinom jako Sulu (PG 49)
- USS PGM-35 przekazany Filipinom jako La Union (PG 50)
- USS PGM-36 przekazany Filipinom jako Antique (PG 51)
- USS PGM-37 przekazany Filipinom jako Masbate (PG 52)
- USS PGM-38 przekazany Filipinom jako Mismamis Occidental (PG 53)
- USS PGM-39 przekazany Filipinom jako Agusan (G 61)
- USS PGM-40 przekazany Filipinom jako Catanduanes (G 62)
- USS PGM-41 przekazany Filipinom jako Romblon (G 63)
- USS PGM-42 przekazany Filipinom jako Palawan (G 64)
- USS PGM-43 przekazany Birmie jako PGM-401
- USS PGM-44 przekazany Birmie jako PGM-402
- USS PGM-45 przekazany Birmie jako PGM-403
- USS PGM-46 przekazany Birmie jako PGM-404
- USS PGM-47 przekazany Danii jako Daphne (P 530)
- USS PGM-48 przekazany Danii jako Havmanden (P 532)
- USS PGM-49 przekazany Danii jako Najaden (P 534)
- USS PGM-50 przekazany Danii jako Neptun (P 536)
- USS PGM-51 przekazany Birmie jako PGM-405
- USS PGM-52 przekazany Birmie jako PGM-406
- USS PGM-53 przekazany Etiopii jako PC-13
- USS PGM-54 przekazany Etiopii jako PC-14
- USS PGM-55 przekazany dla Indonezji jako Bentang Silungkang (P 572)
- USS PGM-56 przekazany dla Indonezji jako Bentang Waitatiri (P 571)
- USS PGM-57 przekazany dla Indonezji jako Bentang Kalukuang (P 570)
- USS PGM-58 przekazany Etiopii jako PC-15
- USS PGM-59 przekazany dla Wietnamu Południowego jako Kim Quy (HQ 605)
- USS PGM-60 przekazany dla Wietnamu Południowego jako Mây Rút (HQ 606)
- USS PGM-61 przekazany dla Wietnamu Południowego jako Nam Du (HQ 607)
- USS PGM-62 przekazany dla Wietnamu Południowego jako Hoa Lư (HQ 608)
- USS PGM-63 przekazany dla Wietnamu Południowego jako Tổ Yến (HQ 609)
- USS PGM-64 przekazany dla Wietnamu Południowego jako Phù Du (HQ 600)
- USS PGM-65 przekazany dla Wietnamu Południowego jako Tiền Mới (HQ 601)
- USS PGM-66 przekazany dla Wietnamu Południowego jako Minh Hòa (HQ 602)
- USS PGM-67 przekazany dla Wietnamu Południowego jako Kiến Vàng (HQ 603)
- USS PGM-68 przekazany dla Wietnamu Południowego jako Kéo Ngựa (HQ 604)
- USS PGM-69 przekazany dla Wietnamu Południowego jako Duyên Hải (HQ 610)
- USS PGM-70 przekazany dla Wietnamu Południowego jako Trường Sa (HQ 611)
- USS PGM-71 przekazany dla Tajlandii jako T-11
- USS PGM-72 przekazany dla Wietnamu Południowego jako Thái Bình (HQ 612)
- USS PGM-73 przekazany dla Wietnamu Południowego jako Thi Tự (HQ 613)
- USS PGM-74 przekazany dla Wietnamu Południowego jako Song Tự (HQ 614)
- USS PGM-75 przekazany dla Ekwadoru jako Quito (LC 71)
- USS PGM-76 przekazany dla Ekwadoru jako Guayaquil (LC 72)
- USS PGM-77 przekazany dla Dominikany jako Betelgeuse (GC 102)
- USS PGM-78 przekazany dla Peru jako Rio Sama (PC 11)
- USS PGM-79 przekazany dla Tajlandii jako T-12
- USS PGM-80 przekazany dla Wietnamu Południowego jako Tây Sa (HQ 615)
- USS PGM-81 przekazany dla Wietnamu Południowego jako Phú Quý (HQ 617)
- USS PGM-82 przekazany dla Wietnamu Południowego jako Hoàng Sa (HQ 616)
- PGM-83 przekazany dla Wietnamu Południowego jako Hòn Trọc (HQ 618) uciekł na Filipiny w 1976
- USS Asheville (PGM-84)
- USS Gallup (PGM-85)
- USS Antelope (PGM-86)
- USS Ready (PGM-87)
- USS Crockett (PGM-88)
- USS Marathon (PG-89)
- USS Canon (PGM-90)
- USS PGM-91 przekazany dla Wietnamu Południowego jako Tô Châu (HQ 619)
- USS Tacoma (PGM-92)
- USS Welch (PGM-93)
- USS Chehalis (PGM-94)
- USS Defiance (PGM-95)
- USS Benicia (PGM-96)
- USS Surprise (PGM-97)
- USS Grand Rapids (PGM-98)
- USS Beacon (PGM-99)
- USS Douglas (PGM-100)
- USS Green Bay (PGM-101)
- USS PGM-102 do Liberia as Alert
- USS PGM-103 przekazany dla Iranu jako Parvan (PGM 211)
- USS PGM-104 przekazany Turcji jako AB-21
- USS PGM-105 przekazany Turcji jako AB-22
- USS PGM-106 przekazany Turcji jako AB-23
- USS PGM-107 przekazany dla Tajlandii jako T-13
- USS PGM-108 przekazany Turcji jako AB-24
- USS PGM-109 przekazany dla Brazylii jako Piratini (P 10)
- USS PGM-110 przekazany dla Brazylii jako Piraja (P 11)
- USS PGM-111 przekazany dla Peru jako Rio Chira (PC 12)
- USS PGM-112 przekazany dla Iranu jako Bahram (PGM 212)
- USS PGM-113 przekazany dla Tajlandii jako T-14
- USS PGM-114 przekazany dla Tajlandii jako T-15
- USS PGM-115 przekazany dla Tajlandii jako T-16
- USS PGM-116 przekazany dla Tajlandii jako T-17
- USS PGM-117 przekazany dla Tajlandii jako T-18
- USS PGM-118 przekazany dla Brazylii jako Pampeio (P 12)
- USS PGM-119 przekazany dla Brazylii jako Parati (P 13)
- USS PGM-120 przekazany dla Brazylii jako Penedo (P 14)
- USS PGM-121 przekazany dla Brazylii jako Poti (P 15)
- USS PGM-122 przekazany dla Iranu jako Nahid (PGM 213)
- USS PGM-123 przekazany dla Tajlandii jako T-19
- USS PGM-124 przekazany dla Tajlandii jako T-20

## PR River Gunboat
kanonierki rzeczne

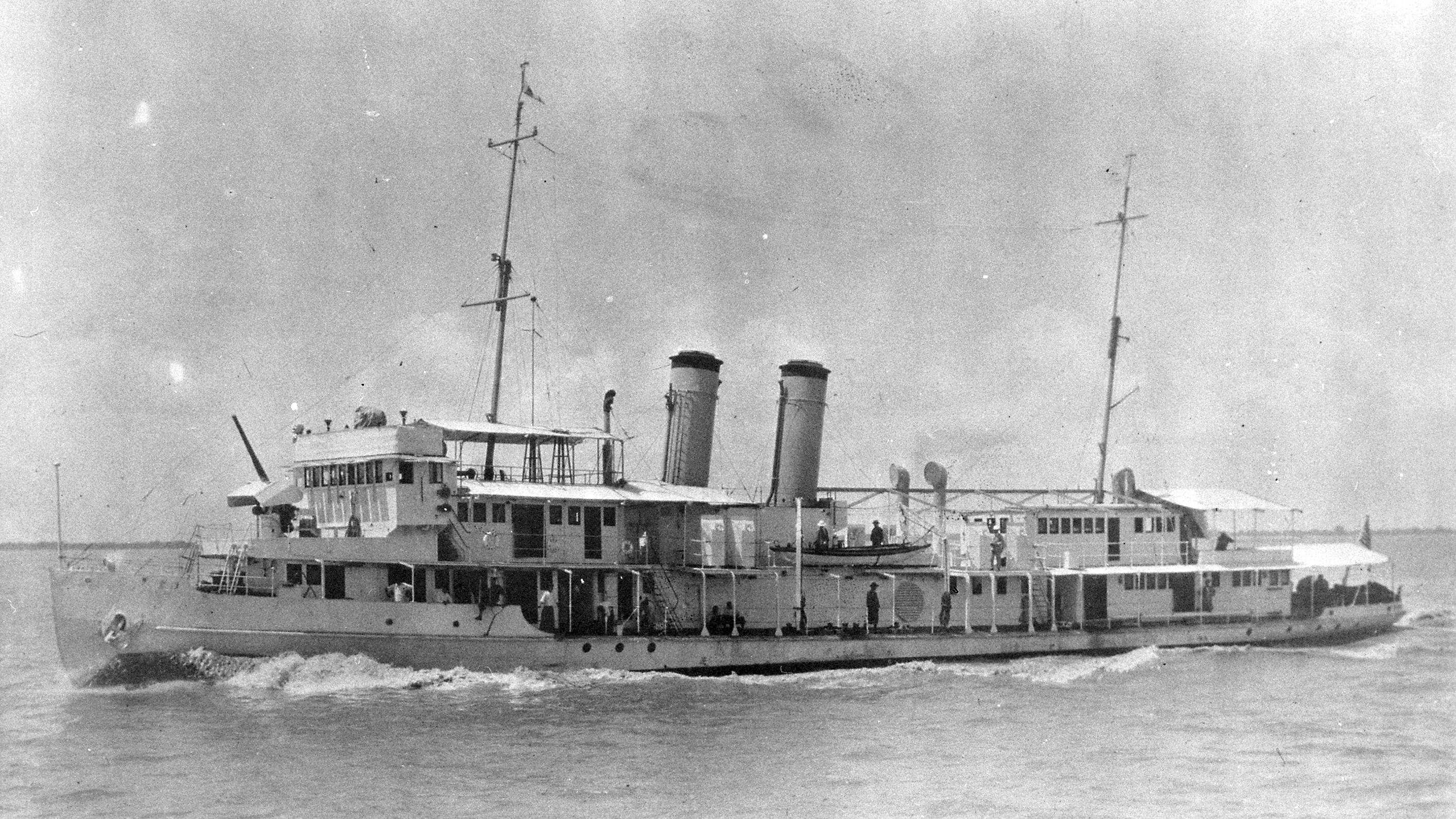
"Panay" podczas podróży standaryzacyjnej koło Wusong, Chiny 30 sierpnia 1928

| Według numeru kadłuba - (PR-1) USS "Palos" ex- PG-16 - (PR-2) USS "Monacacy" ex- PG-20 - (PR-3) USS "Wake" ex- "Guam" (PG 43) - (PR-4) USS "Tutuila" ex- PG-44 - (PR-5) USS "Panay" ex- PG-45 - (PR-6) USS "Oahu" ex- PG-46 - (PR-7) USS "Luzon" ex- PG-47 - (PR-8) USS "Mindanao" ex- PG-48 | Alfabetycznie - USS "Luzon" (PR-7) ex- PG-47 - USS "Mindanao" (PR-8) ex- PG-48 - USS "Monacacy" (PR-2) ex- PG-20 - USS "Oahu" (PR-6) ex- PG-46 - USS "Palos" (PR-1) ex- PG-16 - USS "Panay" (PR-5) ex- PG-45 - USS "Tutuila" (PR-4) ex- PG-44 - USS "Wake" (PR-3) ex- "Guam "(PG 43) |

## PT Patrol Torpedo
patrolowiec torpedowy
- PT-109 okręt Johna F. Kennedy`ego

## PY Patrol Yacht
jacht patrolowy
| Według numeru kadłuba - (PY-1) USS "Mayflower" - (PY-2) USS "Hawk" - (PY-3) USS "Scorpion" - (PY-4) USS "Vixen" - (PY-5) USS "Sylph" - (PY-6) USS "Nakomis" - (PY-7) USS "Aramis" - (PY-8) USS "Dispatch" - (PY-9) USS "Niagara" - (PY-10) USS "Isabel" - (PY-12) USS "Sylph" - (PY-13) USS "Siren" - (PY-14) USS "Argus" - (PY-15) USS "Coral" - (PY-16) USS "Zircon" - (PY-17) USS "Jade" - (PY-18) USS "Turquoise" - (PY-19) USS "Carnelian" - (PY-20) USS "Tourmaline" - (PY-21) USS "Ruby" - (PY-22) USS "Azurlite" - (PY-23) USS "Beryl" - (PY-24) USS "Almandite" - (PY-25) USS "Crystal" - (PY-26) USS "Cythera" - (PY-27) USS "Girasol" - (PY-28) USS "Marcasite" - (PY-29) USS "Mizpah" - (PY-30) USS "Hydrographer" - (PY-31) USS "Cythera" - (PY-32) USS "Southern Seas" | Alfabetycznie - USS "Almandite" (PY-24) - USS "Aramis" (PY-7) - USS "Argus" (PY-14) - USS "Azurlite" (PY-22) - USS "Beryl" (PY-23) - USS "Carnelian" (PY-19) - USS "Coral" (PY-15) - USS "Cythera" (PY-26) - USS "Cythera" (PY-31) - USS "Crystal" (PY-25) - USS "Dispatch" (PY-8) - USS "Isabel" (PY-10) - USS "Jade" (PY-17) - USS "Girasol" (PY-27) - USS "Hawk" (PY-2) - USS "Hydrographer" (PY-30) - USS "Mayflower" (PY-1) - USS "Marcasite" (PY-28) - USS "Mizpah" (PY-29) - USS "Nakomis" (PY-6) - USS "Niagara" (PY-9) - USS "Ruby" (PY-21) - USS "Scorpion" (PY-3) - USS "Sylph" (PY-12) - USS "Siren" (PY-13) - USS "Southern Seas" (PY-32) - USS "Sylph" (PY-5) - USS "Tourmaline" (PY-20) - USS "Turquoise" (PY-18) - USS "Vixen" (PY-4) - USS "Zircon" (PY-16) |

## PYc Coastal Patrol Yacht
patrolowy jacht przybrzeżny
| Według numeru kadłuba - (PYc-1) USS "Emerald" - (PYc-2) USS "Sapphire" - (PYc-3) USS "Amethyst" - (PYc-4) USS "Agate" ex Goldcrest (AM-78) - (PYc-5) USS "Onyx" - (PYc-6) USS "Amber" - (PYc-7) USS "Aquamarine" - (PYc-8) USS "Opal" - (PYc-9) USS "Moonstone" - (PYc-10) USS "Topaz" - (PYc-11) USS "Andradite" - (PYc-12) USS "Sardonyx" - (PYc-13) USS "Jasper" - (PYc-14) USS "Truant" - (PYc-15) USS "Garnet" - (PYc-16) USS "Chalcedony" - (PYc-17) USS "Pyrope" - (PYc-18) USS "Peridot" - (PYc-19) USS "Rhodolite" - (PYc-20) USS "Jet" - (PYc-21) USS "Alabaster" - (PYc-22) USS "Olivin" - (PYc-23) USS "Sard" - (PYc-25) USS "Phenakite" - (PYc-26) USS "Cymophane" - (PYc-27) USS "Colleen" - (PYc-28) USS "Ability" - (PYc-29) USS "Gallant" - (PYc-30) USS "Vagrant" ex YP-258 - (PYc-31) USS "Lash" - (PYc-32) USS "Tourist" przeklasyfikowany na YAG-14 - (PYc-35) USS "Felicia" - (PYc-36) USS "Paragon" - (PYc-37) USS "Mentor" - (PYc-38) USS "Carolita" - (PYc-39) USS "Marnell" - (PYc-40) USS "Captor" ex- Eagle (AM 132) - (PYc-41) USS "Iolite" - (PYc-42)USS "Leader" - (PYc-43) USS "Sea Scout" - (PYc-44) USS "Perseverance" - (PYc-45) USS "Black Douglas" ex-IX-55 - (PYc-46) USS "Impetuous" ex-PC-454 - (PYc-47) USS "Patriot" ex-PC-455 - (PYc-48)USS "Persistent" ex-PC-456 - (PYc-49) USS "Retort" ex-PC-458 - (PYc-50) USS "Sturdy" ex-PC-460 - (PYc-51) USS "Valiant" ex-PC-509 - (PYc-52) USS "Venture" ex-PC-826 | Alfabetycznie - USS Ability (PYc-28) - USS Agate (PYc-4) ex Goldcrest (AM-78) - USS Alabaster (PYc-21) - USS Amber (PYc-6) - USS Amethyst (PYc-3) - USS Andradite (PYc-11) - USS Aquamarine (PYc-7) - USS Black Douglas (PYc-45) ex-IX-55 - USS Captor (PYc-40) ex- Eagle (AM 132) - USS Carolita (PYc-38)) - USS Chalcedony (PYc-16) - USS Colleen (PYc-27) - USS Cymophane (PYc-26) - USS Emerald (PYc-1) - USS Felicia (PYc-35) - USS Gallant (PYc-29) - USS Garnet (PYc-15) - USS Impetuous (PYc-46) ex-PC-454 - USS Iolite (PYc-41) - USS Jasper (PYc-13) - USS Jet (PYc-20) - USS Lash (PYc-31)) - USS Leader (PYc-42) - USS Marnell (PYc-39) - USS Mentor (PYc-37) - USS Moonstone (PYc-9) - USS Olivin (PYc-22) - USS Onyx (PYc-5) - USS Opal (PYc-8) - USS Paragon (PYc-36) - USS Patriot (PYc-47) ex-PC-455 - USS Peridot (PYc-18) - USS Perseverance (PYc-44) - USS Persistent (PYc-48) ex-PC-456 - USS Phenakite (PYc-25) - USS Pyrope (PYc-17) - USS Retort (PYc-49) ex-PC-458 - USS Rhodolite (PYc-19) - USS Sard (PYc-23) - USS Sardonyx (PYc-12) - USS Sapphire (PYc-2) - USS Sea Scout (PYc-43) - USS Sturdy (PYc-50) ex-PC-460 - USS Topaz (PYc-10) - USS Tourist (PYc-32) przeklasyfikowany na YAG-14 - USS Truant (PYc-14) - USS Valiant (PYc-51) ex-PC-509 - USS Vagrant (PYc-30) ex YP-258 - USS Venture (PYc-52) ex-PC-826 |

## SC Submarine Chaser
Te ścigacze okrętów podwodnych miały 110 stopy długości. Duże braki w numeracji w większej części spowodowane są dzieleniem tych samych numerów z innymi 173 stopowymi ścigaczami.

### typ SC-1(SC-1 do SC-448)
| - USS SC-1 - USS SC-2 - USS SC-3 - USS SC-4 - SC-5 zbudowany dla Francji - USS SC-6 - SC-7 zbudowany dla Francji - USS SC-8 - SC-9 zbudowany dla Francji - SC-10 zbudowany dla Francji - SC-11 zbudowany dla Francji - SC-12 zbudowany dla Francji - SC-13 zbudowany dla Francji - SC-14 zbudowany dla Francji - SC-15 zbudowany dla Francji - SC-16 zbudowany dla Francji - USS SC-17 - USS SC-18 - USS SC-19 - USS SC-20 - USS SC-21 - USS SC-22 - USS SC-23 - USS SC-24 - USS SC-25 - USS SC-26 - USS SC-27 - SC-28 zbudowany dla Francji - SC-29 zbudowany dla Francji - SC-30 zbudowany dla Francji - SC-31 zbudowany dla Francji - SC-32 zbudowany dla Francji - SC-33 zbudowany dla Francji - USS SC-34 - USS SC-35 - USS SC-36 - USS SC-37 - USS SC-38 - USS SC-39 - USS SC-40 - USS SC-41 - USS SC-42 - USS SC-43 - USS SC-44 - USS SC-45 - USS SC-46 - USS SC-47 - USS SC-48 - USS SC-49 - USS SC-50 - USS SC-51 - USS SC-52 - USS SC-53 - USS SC-54 - USS SC-55 - USS SC-56 - USS SC-57 - USS SC-58 - USS SC-59 - USS SC-60 - USS SC-61 - USS SC-62 - USS SC-63 - USS SC-64 przeklasyfikowany na USS YW-97 - SC-65 zbudowany dla Francji - SC-66 zbudowany dla Francji - SC-67 zbudowany dla Francji - USS SC-68 - USS SC-69 - USS SC-70 - USS SC-71 - USS SC-72 - USS SC-73 - USS SC-74 - SC-75 zbudowany dla Francji - SC-76 zbudowany dla Francji - USS SC-77 - USS SC-78 - USS SC-79 - USS SC-80 - USS SC-81 - USS SC-82 - USS SC-83 - USS SC-84 - USS SC-85 - USS SC-86 - USS SC-87 - USS SC-88 - USS SC-89 - USS SC-90 - USS SC-91 - USS SC-92 - USS SC-93 - USS SC-94 - USS SC-95 - USS SC-96 - USS SC-97 - USS SC-98 - USS SC-99 - USS SC-100 - USS SC-101 - USS SC-102 - USS SC-103 - USS SC-104 - USS SC-105 - USS SC-106 - USS SC-107 - USS SC-108 - USS SC-109 - USS SC-110 - USS SC-111 - USS SC-112 - USS SC-113 - USS SC-114 - USS SC-115 - USS SC-116 - USS SC-117 - USS SC-118 - USS SC-119 - USS SC-120 - USS SC-121 - USS SC-122 - USS SC-123 - USS SC-124 - USS SC-125 - USS SC-126 - USS SC-127 - USS SC-128 - USS SC-129 - USS SC-130 | - USS SC-131 - USS SC-132 - USS SC-133 - USS SC-134 - USS SC-135 - USS SC-136 - USS SC-137 - USS SC-138 - USS SC-139 - USS SC-140 - USS SC-141 - USS SC-142 - USS SC-143 - USS SC-144 - USS SC-145 - USS SC-146 - USS SC-147 - USS SC-148 - USS SC-149 - USS SC-150 - USS SC-151 - USS SC-152 - USS SC-153 - USS SC-154 - USS SC-155 - USS SC-156 - USS SC-157 - USS SC-158 - USS SC-159 - USS SC-160 - USS SC-161 - USS SC-162 - USS SC-163 - USS SC-164 - USS SC-165 - USS SC-166 - USS SC-167 - USS SC-168 - USS SC-169 - USS SC-170 - USS SC-171 - USS SC-172 - USS SC-173 - USS SC-174 - USS SC-175 - USS SC-176 - USS SC-177 - USS SC-178 - USS SC-179 - USS SC-180 - USS SC-181 - USS SC-182 - USS SC-183 - USS SC-184 - USS SC-185 - USS SC-186 - USS SC-187 - USS SC-188 - USS SC-189 - USS SC-190 - USS SC-191 - USS SC-192 - USS SC-193 - USS SC-194 - USS SC-195 - USS SC-196 - USS SC-197 - USS SC-198 - USS SC-199 - USS SC-200 - USS SC-201 - USS SC-202 - USS SC-203 - USS SC-204 - USS SC-205 - USS SC-206 - USS SC-207 - USS SC-208 - USS SC-209 - USS SC-210 - USS SC-211 - USS SC-212 - USS SC-213 - USS SC-214 - USS SC-215 - USS SC-216 - USS SC-217 - USS SC-218 - USS SC-219 - USS SC-220 - USS SC-221 - USS SC-222 - USS SC-223 - USS SC-224 - USS SC-225 - USS SC-226 - USS SC-227 - USS SC-228 - USS SC-229 - USS SC-230 - USS SC-231 - USS SC-232 - USS SC-233 - USS SC-234 - USS SC-235 - USS SC-236 - USS SC-237 - USS SC-238 - USS SC-239 - USS SC-240 - USS SC-241 - USS SC-242 - USS SC-243 - USS SC-244 - USS SC-245 - USS SC-246 - USS SC-247 - USS SC-248 - USS SC-249 - USS SC-250 - USS SC-251 - USS SC-252 - USS SC-253 - USS SC-254 - USS SC-255 - USS SC-256 - USS SC-257 - USS SC-258 - USS SC-259 - USS SC-260 | - USS SC-261 - USS SC-262 - USS SC-263 - USS SC-264 - USS SC-265 - USS SC-266 - USS SC-267 - USS SC-268 - USS SC-269 - USS SC-270 - USS SC-271 - USS SC-272 - USS SC-273 - USS SC-274 - USS SC-275 - USS SC-276 - USS SC-277 - USS SC-278 - USS SC-279 - USS SC-280 - USS SC-281 - USS SC-282 - USS SC-283 - USS SC-284 - USS SC-285 - USS SC-286 - USS SC-287 - USS SC-288 - USS SC-289 - USS SC-290 - USS SC-291 - USS SC-292 - USS SC-293 - USS SC-294 - USS SC-295 - USS SC-296 - USS SC-297 - USS SC-298 - USS SC-299 - USS SC-300 - USS SC-301 - USS SC-302 - USS SC-303 - USS SC-304 - USS SC-305 - USS SC-306 - USS SC-307 - USS SC-308 - USS SC-309 - USS SC-310 - USS SC-311 - USS SC-312 - SC-313 zbudowany dla Francji - SC-314 zbudowany dla Francji - SC-315 zbudowany dla Francji - SC-316 zbudowany dla Francji - USS SC-317 - SC-318 zbudowany dla Francji - SC-319 zbudowany dla Francji - USS SC-320 - USS SC-321 - USS SC-322 - USS SC-323 - USS SC-324 - USS SC-325 - USS SC-326 - USS SC-327 - USS SC-328 - USS SC-329 - USS SC-330 - USS SC-331 - USS SC-332 - USS SC-333 - USS SC-334 - USS SC-335 - USS SC-336 - USS SC-337 - USS SC-338 - USS SC-339 - USS SC-340 - USS SC-341 - USS SC-342 - USS SC-343 - USS SC-344 - USS SC-345 - USS SC-346 - SC-347 zbudowany dla Francji - SC-348 zbudowany dla Francji - USS SC-349 - SC-350 zbudowany dla Francji - USS SC-351 - USS SC-352 - USS SC-353 - USS SC-354 - USS SC-355 - USS SC-356 - SC-357 do SC-369 zbudowany dla Francji - USS SC-370 później przekazany Francji jako C-14 - SC-371 do SC-387 zbudowany dla Francji - USS SC-388 później przekazany Francji jako C-28 - SC-389 do SC-402 zbudowany dla Francji - USS SC-403 później przekazany Francji jako C-97 - SC-404 zbudowany dla Francji - USS SC-405 później przekazany Francji jako C-99 - SC-406 zbudowany dla Francji - USS SC-407 - USS SC-408 - USS SC-409 - USS SC-410 - USS SC-411 - USS SC-412 - USS SC-413 - USS SC-414 - USS SC-415 - USS SC-416 - USS SC-417 - USS SC-418 - USS SC-419 - USS SC-420 - USS SC-421 - USS SC-422 - USS SC-423 - USS SC-424 - USS SC-425 - USS SC-426 - USS SC-427 - USS SC-428 - USS SC-429 - USS SC-430 - USS SC-431 - USS SC-432 - USS SC-433 - USS SC-434 - USS SC-435 - USS SC-436 - USS SC-437 - USS SC-438 - USS SC-439 - USS SC-440 - USS SC-441 - USS SC-442 - USS SC-443 - USS SC-444 - USS SC-445 - USS SC-446 - USS SC-447 - USS SC-448 |

### typ SC 497s
Głównie SC-497 do 775, SC-977 do 1076, SC-1267 do 1367, SC-1474 do 1626. Także okręty zmodyfikowane do wersji dowodzenia SCC.
| - USS SC-497 - USS SC-498 - USS SC-499 - USS SC-500 - USS SC-501 ex-PC-501 przemianowany / przeklasyfikowany na Racer (IX 100) - USS SC-502 - USS SC-503 - USS SC-504 - USS SC-505 - USS SC-506 - USS SC-507 - USS SC-508 - 509 i 510 użyte dla PC submarine chasers - USS SC-511 - USS SC-512 - USS SC-513 - USS SC-514 - USS SC-515 - USS SC-516 - USS SC-517 - USS SC-518 - USS SC-519 - USS SC-520 - USS SC-521 - USS SC-522 - 523 użyte dla PC submarine chaser - USS SC-524 - USS SC-525 - USS SC-526 - USS SC-527 - USS SC-528 - USS SC-529 - USS SC-530 - USS SC-531 - USS SC-532 - USS SC-533 - USS SC-534 - USS SC-535 - USS SC-536 - USS SC-537 - USS SC-538 - USS SC-539 - USS SC-540 - USS SC-541 - USS SC-542 - USS SC-543 - USS SC-544 - USS SC-545 - USS SC-546 - USS SC-547 - USS SC-548 - USS SC-549 - USS SC-550 - USS SC-551 - USS SC-552 - USS SC-553 - USS SC-554 - USS SC-555 - USS SC-556 - USS SC-557 - USS SC-558 - USS SC-559 - USS SC-560 - USS SC-561 - USS SC-562 - USS SC-563 - USS SC-564 - USS SC-565 - USS SC-566 - USS SC-567 - USS SC-568 - USS SC-569 - USS SC-570 - USS SC-571 - USS SC-572 - USS SC-573 - USS SC-574 - USS SC-575 - USS SC-576 - USS SC-577 - USS SC-578 - USS SC-579 - USS SC-580 - USS SC-581 - USS SC-582 - USS SC-583 - USS SC-584 - USS SC-585 - USS SC-586 - USS SC-587 - USS SC-588 - USS SC-589 - USS SC-590 - USS SC-591 - USS SC-592 - USS SC-593 - USS SC-594 - USS SC-595 - USS SC-596 - USS SC-597 - USS SC-598 - USS SC-599 - USS SC-600 - USS SC-601 - USS SC-602 - USS SC-603 - USS SC-604 - USS SC-605 - USS SC-606 - USS SC-607 - USS SC-608 - USS SC-609 - USS SC-610 - USS SC-611 - USS SC-612 - USS SC-613 - USS SC-614 - USS SC-615 - USS SC-616 - USS SC-617 - USS SC-618 - USS SC-619 - USS SC-620 - USS SC-621 - USS SC-622 - USS SC-623 - USS SC-624 - USS SC-625 - USS SC-626 - USS SC-627 - USS SC-628 - USS SC-629 - USS SC-630 - USS SC-631 - USS SC-632 - USS SC-633 - USS SC-634 - USS SC-635 - USS SC-636 - USS SC-637 - USS SC-638 - USS SC-639 - USS SC-640 - USS SC-641 - USS SC-642 - USS SC-643 - USS SC-644 przeklasyfikowany na PGM-1 - USS SC-645 - USS SC-646 - USS SC-647 - USS SC-648 - USS SC-649 - USS SC-650 | - USS SC-651 - USS SC-652 - USS SC-653 - USS SC-654 - USS SC-655 - USS SC-656 - USS SC-657 - USS SC-658 - USS SC-659 - USS SC-660 - USS SC-661 - USS SC-662 - USS SC-663 - USS SC-664 - USS SC-665 - USS SC-666 - USS SC-667 - USS SC-668 - USS SC-669 - USS SC-670 - USS SC-671 - USS SC-672 - USS SC-673 - USS SC-674 - USS SC-675 - USS SC-676 - USS SC-677 - USS SC-678 - USS SC-679 - USS SC-680 - USS SC-681 - USS SC-682 - USS SC-683 - USS SC-684 - USS SC-685 - USS SC-686 - USS SC-687 - USS SC-688 - USS SC-689 - USS SC-690 - USS SC-691 - USS SC-692 - USS SC-693 - USS SC-694 - USS SC-695 - USS SC-696 - USS SC-697 - USS SC-698 - USS SC-699 - USS SC-700 - USS SC-701 - USS SC-702 - USS SC-703 - USS SC-704 - USS SC-705 - USS SC-706 - USS SC-707 - USS SC-708 - USS SC-709 - USS SC-710 - USS SC-711 - USS SC-712 - USS SC-713 - USS SC-714 - USS SC-715 - USS SC-716 - USS SC-717 - USS SC-718 - USS SC-719 - USS SC-720 - USS SC-721 - USS SC-722 - USS SC-723 - USS SC-724 - USS SC-725 - USS SC-726 - USS SC-727 - USS SC-728 - USS SC-729 - USS SC-730 - USS SC-731 - USS SC-732 - USS SC-733 - USS SC-734 - USS SC-735 - USS SC-736 - USS SC-737 - USS SC-738 - USS SC-739 - USS SC-740 - USS SC-741 - USS SC-742 - USS SC-743 - USS SC-744 - USS SC-745 - USS SC-746 - USS SC-747 - USS SC-748 - USS SC-749 - USS SC-750 - USS SC-751 - USS SC-752 - USS SC-753 - USS SC-754 - USS SC-755 - USS SC-756 - USS SC-757 przeklasyfikowany na PGM-2 - USS SC-758 - USS SC-759 - USS SC-760 - USS SC-761 - USS SC-762 - USS SC-763 - USS SC-764 - USS SC-765 - USS SC-766 - USS SC-767 - USS SC-768 - USS SC-769 - USS SC-770 - USS SC-771 - USS SC-772 - USS SC-773 - USS SC-774 - USS SC-775 - 776 do 976 użyte dla the PC submarine chasers. - USS SC-977 - USS SC-978 - USS SC-979 - USS SC-980 - USS SC-981 - USS SC-982 - USS SC-983 - USS SC-984 - USS SC-985 - USS SC-986 - USS SC-987 - USS SC-988 - USS SC-989 - USS SC-990 - USS SC-991 - USS SC-992 - USS SC-993 - USS SC-994 - USS SC-995 - USS SC-996 - USS SC-997 - USS SC-998 - USS SC-999 - USS SC-1000 - USS SC-1001 - USS SC-1002 - USS SC-1003 - USS SC-1004 - USS SC-1005 - USS SC-1006 - USS SC-1007 - USS SC-1008 - USS SC-1009 - USS SC-1010 - USS SC-1011 - USS SC-1012 - USS SC-1013 - USS SC-1014 - USS SC-1015 | - USS SC-1016 - USS SC-1017 - USS SC-1018 - USS SC-1019 - USS SC-1020 - USS SC-1021 - USS SC-1022 - USS SC-1023 - USS SC-1024 - USS SC-1025 - USS SC-1026 - USS SC-1027 - USS SC-1028 - USS SC-1029 - USS SC-1030 - USS SC-1031 - USS SC-1032 - USS SC-1033 - USS SC-1034 - USS SC-1035 przeklasyfikowany na PGM-3 - USS SC-1036 - USS SC-1037 - USS SC-1038 - USS SC-1039 - USS SC-1040 - USS SC-1041 - USS SC-1042 - USS SC-1043 - USS SC-1044 - USS SC-1045 - USS SC-1046 - USS SC-1047 - USS SC-1048 - USS SC-1049 - USS SC-1050 - USS SC-1051 - USS SC-1052 - USS SC-1053 przeklasyfikowany na PGM-4 - USS SC-1054 przeklasyfikowany na PGM-5 - USS SC-1055 - USS SC-1056 - USS SC-1057 - USS SC-1058 - USS SC-1059 - USS SC-1060 - USS SC-1061 - USS SC-1062 - USS SC-1063 - USS SC-1064 - USS SC-1065 - USS SC-1066 - USS SC-1067 - USS SC-1068 - USS SC-1069 - USS SC-1070 - USS SC-1071 przeklasyfikowany na PGM-6 - USS SC-1072 przeklasyfikowany na PGM-7 - USS SC-1073 - USS SC-1074 - USS SC-1075 - USS SC-1076 - 1077 do 1265 użyte dla the PC submarine chasers. - USS SC-1266 - USS SC-1267 - USS SC-1268 - USS SC-1269 - USS SC-1270 - USS SC-1271 - USS SC-1272 - USS SC-1273 - USS SC-1274 - USS SC-1275 - USS SC-1276 - USS SC-1277 - USS SC-1278 - USS SC-1279 - USS SC-1280 - USS SC-1281 - USS SC-1282 - USS SC-1283 - USS SC-1284 - USS SC-1285 - USS SC-1286 - USS SC-1287 - USS SC-1288 - USS SC-1289 - USS SC-1290 - USS SC-1291 - USS SC-1292 - USS SC-1293 - USS SC-1294 - USS SC-1295 - USS SC-1296 - USS SC-1297 - USS SC-1298 - USS SC-1299 - USS SC-1300 - USS SC-1301 - USS SC-1302 - USS SC-1303 - USS SC-1304 - USS SC-1305 - USS SC-1306 - USS SC-1307 - USS SC-1308 - USS SC-1309 - USS SC-1310 - USS SC-1311 - USS SC-1312 - USS SC-1313 - USS SC-1314 - USS SC-1315 - USS SC-1316 - USS SC-1317 - USS SC-1318 - USS SC-1319 - USS SC-1320 - USS SC-1321 - USS SC-1322 - USS SC-1323 - USS SC-1324 - USS SC-1325 - USS SC-1326 - USS SC-1327 - USS SC-1328 - USS SC-1329 - USS SC-1330 - USS SC-1331 - USS SC-1332 - USS SC-1333 - USS SC-1334 - USS SC-1335 - USS SC-1336 - USS SC-1337 - USS SC-1338 - USS SC-1339 - USS SC-1340 - USS SC-1341 - USS SC-1342 - USS SC-1343 - USS SC-1344 - USS SC-1345 - USS SC-1346 - USS SC-1347 - USS SC-1348 - USS SC-1349 - USS SC-1350 - USS SC-1351 - USS SC-1352 - USS SC-1353 - USS SC-1354 - USS SC-1355 - USS SC-1356 - USS SC-1357 - USS SC-1358 - USS SC-1359 - USS SC-1360 - USS SC-1361 - USS SC-1362 - USS SC-1363 - USS SC-1364 - USS SC-1365 - USS SC-1366 przeklasyfikowany na PGM-8 - USS SC-1367 |

SC-1474 do SC-1626
- USS SC-1474 / SCC-1474
- USS SC-1475
- USS SC-1476
- USS SC-1477
- USS SC-1478
- USS SC-1479
- USS SC-1480
- USS SC-1481
- USS SC-1482
- USS SC-1483
- USS SC-1484
- USS SC-1485
- USS SC-1486
- USS SC-1487
- USS SC-1488
- USS SC-1489
- USS SC-1490
- USS SC-1491
- USS SC-1492
- USS SC-1493
- USS SC-1494
- SC-1495 anulowano 17 września 1943
- USS SC-1496
- USS SC-1497
- USS SC-1498
- USS SC-1499
- USS SC-1500
- SC-1501 anulowano 17 września 1943
- USS SC-1502
- USS SC-1503
- USS SC-1504
- USS SC-1505
- USS SC-1506
- USS SC-1507
- USS SC-1508
- SC-1509 anulowano 17 września 1943
- USS SC-1510
- USS SC-1511
- USS SC-1512
- SC-1513 do SC-1516 anulowano 17 września 1943
- USS SC-1517
- SC-1518 do SC-1520 anulowano 17 sierpnia 1943
- SC-1521 do SC-1545 anulowano 1 sierpnia 1943

niekompletna lista

## (SP) Shore patrol ships i (ID) Inshore Defense ships

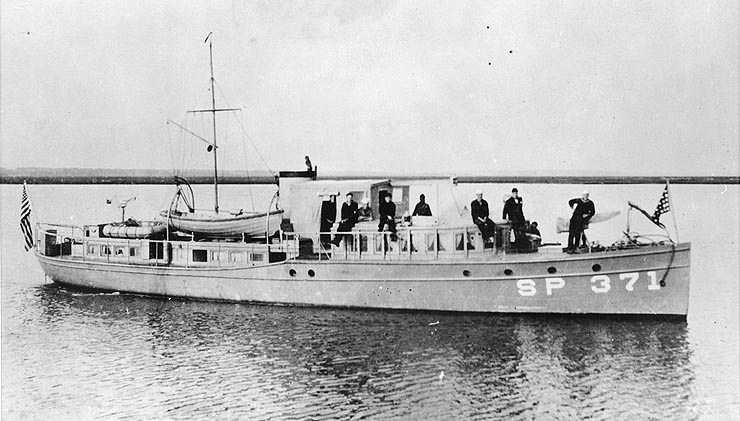
USS Absegami

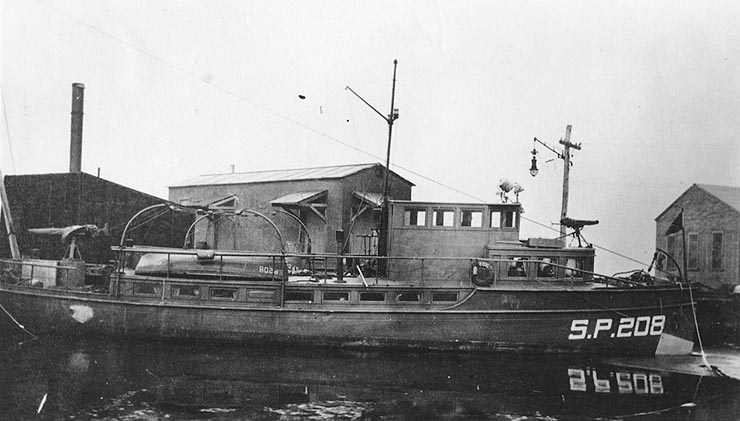
USS Abalone

Niekompletna lista przybrzeżnych okrętów patrolowych
| - USS Arawan II (SP-1) - USS Lynx (SP-2) - USS Patrol No. 4 (SP-8) - USS Mystery (SP-16) nie włączony do służby - USS Barracuda (SP-23) nie włączony do służby - USS Mauna Loa (SP-28) - USS Patrol No. 5 (SP-29) - USS Patrol No. 7 (SP-31) - USS Mustang (SP-36) - USS "Atlantis" (SP-40) - USS Patrol No. 6 (SP-54) - USS Gypsy (SP-55) nie włączony do służby - USS Patrol No. 8 (SP-56) - USS Rivalen (SP-63) - USS Joyance (SP-72) - USS Rutoma (SP-78) - USS Sturdy (SP-82) - USS Patrol No. 10 (SP-85) - USS Perfecto (SP-86) - USS Simplicity (SP-96) - USS Kumigan (SP-97) nie włączony do służby - USS Dean II (SP-98) - USS Marie (SP-100) - USS Panama (SP-101) - USS Raven III (SP-103) - USS "Sybilla III" (SP-104) przeklasyfikowany na PC-454 - USS Riette (SP-107) - USS Calabash (SP-108) - USS Bab (SP-116) - USS Mohican (SP-117) - USS Mira (SP-118) nie włączony do służby - USS Tarantula (SP-124) - USS Ono (SP-128) - USS Kanawha II (SP-130) przemianowano na "Piqua" - USS Noma (SP-131) - USS Wanderer (SP-132) - USS Sultana (SP-134) - USS Aphrodite (SP-135) - USS Niagara (SP-136) przeklasyfikowany na PY-9 - USS Hoqua (SP-142) - USS Miss Betsy (SP-151) - USS Lady Anne (SP-154) - USS Me-Too (SP-155) - USS Corsair (SP-159) przemianowany i przeklasyfikowany na "Natchez" (PG 85) - USS "Narada" (SP-161) - USS Christabel (SP-162) - USS Vedette (SP-163) - USS May (SP-164) - USS "Alcedo" (SP-166) - USS Kanawha (SP-169) nie włączony do służby - USS Sovereign (SP-170) - USS Quest (SP-171) - USS meline (SP-175) - USS Privateer (SP-179) przeklasyfikowany na YP-179 - USS Sentinel (SP-180) - USS Arcturus (SP-182) przemianowano na "SP-182" - USS Hiawatha (SP-183) - USS Gladiola (SP-184) - USS Aeolus (SP-186) nie włączony do służby - USS Hopestill (SP-191) - USS Sachem (SP-192) - USS Marguerite (SP-193) - USS Coronet (SP-194) - USS Edith M. III (SP-196) - USS Reposo II (SP-198) - USS Karibou (SP-200) - USS Minnemac II (SP-202) - USS Alacrity (SP-206) - USS Volunteer (SP-207) nie włączony do służby - USS "Abalone" (SP-208) - USS Harvard (SP-209) - USS Helenita (SP-210) - USS Rambler (SP-211) - USS Lady Mary (SP-212) - USS Sabot (SP-213) nie włączony do służby - USS Edithia (SP-214) przeklasyfikowany na YP-214 - USS Hyac (SP-216) - USS Althea (SP-218) - USS Killarney (SP-219) - USS Katherine K. (SP-220) - USS Sabalo (SP-225) - USS Pirate (SP-229) - USS SP-237 - USS Niagara (SP-246) - USS "Adroit" (SP-248) Włączony do floty, ale nigdy nie będący w aktywnej służbie. - USS Hauoli (SP-249) - USS Wisteria (SP-259) nie włączony do służby - USS Manlito II (SP-262) - USS "Niagara" (SP-263) - USS S. T. Co. No. 2 (SP-267) - USS Almax II (SP-268) - USS Idalis (SP-270) - USS Caliph (SP-272) - USS Ellen (SP-284) - USS Mary Pope (SP-291) - USS Glendoveer (SP-292) - USS Navajo III (SP-298) - USS Sans Souci II (SP-301) - USS Spray II (SP-308) nie włączony do służby - USS Mikawe (SP-309) - USS Raboco (SP-310) - USS Onward (SP-311) - USS G. H. McNeal (SP-312) - USS Aloha (SP-317) - USS Joseph F. Bellows (SP-323) - USS A. Brook Taylor (SP-326) nie włączony do służby - USS Margaret (SP-328) - USS Crest (SP-339) - USS Whitecap (SP-340) - USS Aurora (SP-345) - USS Alice (SP-367) - USS "Absegami" (SP-371) - USS P. K. Bauman (SP-377) - USS City of Lewes (SP-383) przemianowano na "Lewes" - USS Rehoboth (SP-384) - USS Kajeruna (SP-389) - USS Montauk (SP-392) - USS Mary Alice (SP-397) - USS Legonia II (SP-399) - USS Susanne (SP-411) nie włączony do służby - USS Marija (SP-413) - USS Kemah (SP-415) - USS Hubbard (SP-416) - USS Aramis (SP-418) przeklasyfikowany na PY-7 - USS Gretchen (SP-423) nie włączony do służby - USS Nemes (SP-424) - USS Minerva (SP-425) - USS Sequoyah (SP-426) - USS Seneca (SP-427) - USS James (SP-429) - USS Gypsum Queen (SP-430) - USS Venetia (SP-431) - USS Oneida (SP-432) nie włączony do służby - USS Jassamine (SP-438) - USS Kanised (SP-439) - USS Pinafore (SP-450) - USS Audwin (SP-451) - USS Ameera (SP-453) - USS Anado (SP-455) - USS Cherokee (SP-458) - USS Aurore II (SP-460) przemianowano na "SP-460" - USS Mary (SP-462) nie włączony do służby - USS Yo Ho (SP-463) - USS Blue Bird (SP-465) - USS St. Sebastian (SP-470) - USS Knickerbocker (SP-479) - USS Babette II (SP-484) - USS John B. Hinton (SP-485) - USS Machigonne (SP-507) - USS Raazoo (SP-508) - USS Alert (SP-511) przemianowano na "SP-511" - USS Guinevere (SP-512) - USS Actus (SP-516) - USS Surf (SP-518) nie włączony do służby - USS Lu-O-La (SP-520) - USS Isabel (SP-521) przeklasyfikowany na PY-10 - USS Charles Mann (SP-522) - USS Nightingale (SP-523) - USS Margaret (SP-524) - USS Margaret (SP-527) - USS Kestrel II (SP-529) - USS Anderton (SP-530) - USS Margaret (SP-531) - USS Paloma (SP-533) - USS Estella (SP-537) - USS Content (SP-538) - USS Bonita (SP-540) - USS Admiral (SP-541) - USS Sialia (SP-543) przemianowany i przeklasyfikowany na "Coral" (PY 15) - USS Idaho (SP-545) - USS Wachusetts (SP-548) przemianowano na "SP-548" - USS Astrea (SP-560) - USS Empress (SP-569) - USS Natick (SP-570) ex-"Agawam" - USS Long Island (SP-572) - USS Cythera (SP-575) przeklasyfikowany na PY-26 - USS Arcady (SP-577) - USS Get There (SP-579) - USS Halcyon II (SP-582) przemianowano na "SP-582" - USS Alpha (SP-586) - USS Raeo (SP-588) - USS Aztec (SP-590) - USS Arcturus (SP-593) ex-Artemis - USS Pete (SP-596) - USS Akbar (SP-599) - USS R. W. Wilmot (SP-604) - USS Skink (SP-605) - USS Nokomis (SP-609) przeklasyfikowany na PY-6 - USS Saxis (SP-615) - USS Yacona (SP-617) - USS Viking (SP-618) nie włączony do służby - USS Castro (SP-621) - USS Betty M. II (SP-623) - USS Edithena (SP-624) - USS Cobra (SP-626) - USS Alcalda (SP-630) - USS Joy (SP-643) - USS Shrimp (SP-645) - USS California (SP-647) - USS Needle (SP-649) - USS Atlantic II (SP-651) - USS Hippocampus (SP-654) - USS Katie (SP-660) - USS Lady Betty (SP-661) - USS Celertias (SP-665) - USS Parthenia (SP-671) - USS Ardent (SP-680) - USS Mary B. Garner (SP-682) - USS McKeever Brothers (SP-683) - USS Satilla (SP-687) - USS Uncas (SP-689) - USS Jaydee III (SP-692) - USS Amagansett (SP-693) - USS Annie E. Gallup (SP-694) - USS Pawnee (SP-699) - USS Nirvana (SP-706) - USS Elsie III (SP-708) - USS Sapphire (SP-710) - USS Kiowa (SP-711) - USS Rush (SP-712) - USS Galatea (SP-714) przeklasyfikowany na YP-714 - USS Katherine (SP-715) - USS Linta (SP-721) - USS Orca (SP-726) - USS Seven (SP-727) - USS Apache (SP-729) - USS Lynx II (SP-730) - USS Letter B (SP-732) - USS Malay (SP-735) - USS Marold (SP-737) - USS Albacore (SP-751) - USS Adelante (SP-765) - USS Sea Otter (SP-781) - USS Whistler (SP-784) - USS Itasca (SP-810) - USS Carola IV (SP-812) - USS Corona (SP-813) - USS Sister (SP-822) - USS Eugene F. Price (SP-839) - USS Barracuda (SP-845) - USS Menhaden (SP-847) - USS Arcadia (SP-856) - USS Atlantic (SP-859) nie włączony do służby - USS James River (SP-861) - USS J. Reynor & Son (SP-869) - USS Margo (SP-870) - USS Lykens (SP-876) przeklasyfikowany na AT-56 - USS Jimetta (SP-878) - USS Josephine (SP-913) - USS Little Brothers (SP-921) - USS Maysie (SP-930) - USS Teaser (SP-933) - USS Augusta (SP-946) - USS Itty E (SP-952) - USS Tide (SP-953) nie włączony do służby - USS Lady Thorne (SP-962) - USS Admiral (SP-967) - USS Elizabeth (SP-972) - USS Penobscot (SP-982) przeklasyfikowany na YT-42 - USS San Toy II (SP-996) - USS Albatross (SP-1003) przemianowano na "SP-1003" - USS Qui Vive (SP-1004) - USS Maud (SP-1009) - USS Satellite (SP-1012) - USS Sea Rover (SP-1014) przeklasyfikowany na AT-57 - USS Challenge (SP-1015) przeklasyfikowany na AT-59 - USS Jolly Roger (SP-1031) - USS Isabela (SP-1035) - USS Alameda (SP-1040) nie włączony do służby - USS Machigonne (SP-1043) - USS Arval (SP-1045) - USS Roamer (SP-1047) - USS Albert Brown (SP-1050) - USS Alabama (SP-1052) nie włączony do służby - USS Melville (SP-1078) - USS Marjorie M. (SP-1080) - USS Regis II (SP-1083) - USS Anton Dohrn (SP-1086) - USS Elizabeth (SP-1092) - USS Cherokee (SP-1104) - USS Sayona II (SP-1109) - USS Monocacy (SP-1116)przemianowany i przeklasyfikowany na "Genesee" (AT 55) - USS Mariner (SP-1136) - USS Katrina (SP-1144) - USS Barnett (SP-1149) przeklasyfikowany na YT-29 - USS Hetman (SP-1150) - USS Russ (SP-1151) - USS Arctic (SP-1158) - USS Narragansett (SP-1163) przemianowany i przeklasyfikowany na "Taposa" (YFB 1163) - USS Atlantic (SP-1182) - USS Jane II (SP-1188) - USS Cero (SP-1189) nie włączony do służby - USS Rhebel (SP-1195) - USS Maggie (SP-1202) - USS Margaret Anderson (SP-1203) - USS Pilgrim (SP-1204) - USS Annabelle (SP-1206) - USS Ellen (SP-1209) - USS Lucielle Ross (SP-1211) - USS Inca (SP-1212) - USS Montauk (SP-1213) - USS Harvest Queen (SP-1215) - USS "Hereshoff #309" (SP-1218) - USS Patchogue (ID-1227) przeklasyfikowany na YFB-1227 - USS Acoma (SP-1228) - USS Liberty III (SP-1229) - USS Louise No. 2 (SP-1230) - USS Kwasind (SP-1233) - USS Cigarette (SP-1234) - USS General Knox (SP-1237) - USS W. F. Babcock (ID-1239) - USS Seneca (SP-1240) - USS Protector (SP-1242) nie włączony do służby - USS Josephine (SP-1243) - USS Joseph M. Clark (SP-1244) - USS Nahant (SP-1250) - USS Aroostook (ID-1256) przeklasyfikowany na CM-3 - USS Velocipede (SP-1258) - USS Grayling (SP-1259) - USS Marie (SP-1260) - USS Adirondack (ID-1270) - USS J. B. Walker (ID-1272) - USS Bouker No. 2 (ID-1275) przeklasyfikowany na YT-30 - USS J. M. Guffy (SP-1279) - USS Henry R. Mallory (ID-1280) - USS Kangaroo (SP-1284) - USS Daiquiri (SP-1285) - USS Anemone IV (SP-1290) - USS Snark (SP-1291) - USS Helen Baughman (SP-1292) - USS Mundelta (ID-1301) - USS Howick Hall (SP-1303) - USS Jean (ID-1308) - USS Resolute (SP-1309) - USS Winifred (ID-1319) - USS Suwanee (ID-1320) nie włączony do służby - USS Jeanette Skinner (SP-1321) - USS Moccasin (ID-1322) - USS Oregonian (ID-1323) - USS Kerlew (SP-1325) - USS Vaterland (ID-1326) przemianowano na "Leviathan" - USS Governor R. M. McLane (SP-1328) - USS Buena Ventura (ID-1335) - USS Maumee (ID-1339) - USS Atglen (ID-1350) - USS San Juan (SP-1352) - USS Texan (ID-1354) - USS Charlton Hall (SP-1359) - USS General W. C. Gorgas (ID-1365) - USS Newburgh (ID-1369) - USS A-1 (SP-1370) - USS Caspain (ID-1380) nie włączony do służby - USS Favorite (ID-1385) przeklasyfikowany na IX-45 - USS El Capitan (SP-1407) - USS Friedrich Der Grosse (ID-1408) przemianowano na "Huron" - USS Covington (ID-1409) - USS Eliza Hayward (SP-1414) - USS Commodore (SP-1425) - USS Sappho (SP-1427) - USS Alameda(SP-1432) nie włączony do służby - USS Swan (SP-1437) nie włączony do służby - USS General G. W. Goethals (ID-1443) - USS Anna B. Smith (ID-1458) - USS Nellie Jackson (SP-1459) - USS Ancon (ID-1467) - USS Los Angeles (ID-1470) - USS Kermanshah (SP-1473) - USS Keresaspa (SP-1484) - USS Craster Hall (SP-1486) - USS Kerwood (ID-1489) - USS Lillie B (SP-1502) nie włączony do służby - USS Santa Rosalia (ID-1503) - USS Vesta (SP-1506) nie włączony do służby - USS Walter D. Munson (ID-1510) - USS Bobylu (SP-1513) - USS Maui (ID-1514) - USS Standard Arrow (ID-1532) przemianowany i przeklasyfikowany na "Signal" (IX 142) - USS Panuco (ID-1533) - USS Cauto (SP-1538) - USS Kroonland (SP-1541) - USS Black Hawk (ID-1543) przemianowany i przeklasyfikowany na "Black Arrow" (ID 3913) - USS Kentuckian (SP-1544) - USS William Isom (ID-1555) - USS St. Francis (ID-1557) - USS George G. Henry (SP-1560) przemianowany i przeklasyfikowany na "Victoria" (AO 46) - USS Levisa (ID-1573) - USS Hilton (SP-1574) - USS Berkshire (ID-1578) - USS William D. Rockefeller (ID-1581) - USS Matsonia (SP-1589) - USS Santa Paula (SP-1590) - USS Eurana (SP-1594) - USS Norlina (ID-1597) - USS Munsomo (ID-1607) - USS Arcadia (ID-1605) - USS Atik (ID-1608) przeklasyfikowany na AK-101 - USS Frank H. Buck (SP-1613) - USS Pleiades (SP-1616) - USS Herman Frasch (ID-1617) - USS Frieda (SP-1618) - USS Sagua (ID-1627) - USS Ausable (SP-1631) - USS Manchuria (ID-1633) - USS Guantanamo (SP-1637) - USS Peerless (SP-1639) - USS Tiger (ID-1640) - USS War Baron (ID-1641) nie włączony do służby - USS Choctaw (SP-1648) - USS Orion (ID-1650) przeklasyfikowany na AC-11 - USS Cambridge (ID-1651) nie włączony do służby - USS Mexican (ID-1655) - USS Gargoyle (SP-1656) - USS Halcyon (SP-1658) - USS Edward Luckenbach (SP-1662) - USS Harrisburg (ID-1663) ex-pomocniczy krążownik "Yale" - USS Pawnee (ID-1665) nie włączony do służby - USS Yale (ID-1672) przemianowany i przeklasyfikowany na "Greyhound" (IX-106) - USS Quinnebaug (ID-1687) - USS Canadaigua (ID-1694) - USS Roanoke (ID-1695) - USS Canonicus (ID-1696) - USS Housatonic (ID-1697) - USS Minneopa (SP-1701) - USS Saranac (ID-1702) - USS Billow (ID-1704) - USS Wave (ID-1706) nie włączony do służby - USS Boothbay (ID-1708) przemianowano na "Grampus" - USS Miss Toledo (SP-1711) - USS Atlida (ID-1721) przemianowano na "Coal Barge No. 515" - USS Anna O'Boyle (ID-1736) - USS Bessie (SP-1755) - USS Dochra (SP-1758) - USS Sioux (ID-1766) - USS Western Front (ID-1787) - USS Lake Placid (SP-1788) - USS Lake Champlain (ID-1791) - USS Lake Shore (ID-1792) przemianowany i przeklasyfikowany na "Taganak" (AG 45) - USS Akela (SP-1793) - USS War Bug (SP-1795) - USS Keresan (SP-1806) - USS Wabash (SP-1824) - USS Wachusett (ID-1840) - USS "Hereshoff #306" (SP-1841) - USS Kiowa (SP-1842) - USS Houma (SP-1843) - USS Rappahannock (ID-1854) przeklasyfikowany na AF-6 - USS Isle of Surry (SP-1860) - USS Amphion (ID-1888) - USS Bessie J. (SP-1919) - USS Undaunted (SP-1950) przeklasyfikowany na AT-58 - USS Chinampa (SP-1952) - USS Hisko (ID-1953) - USS Casco (ID-1957) - USS Joanna (SP-1963) - USS C. W. Morse (ID-1966) - USS Ticonderoga (ID-1968) - USS Bath (SP-1997) przeklasyfikowany na AK-4 | - USS Samoset (ID-2000) - USS Progressive (SP-2003) - USS Astoria (SP-2005) przeklasyfikowany na AK-8 - USS Laura Reed (SP-2009) - USS Manta (ID-2036) - USS Satsuma (SP-2038) - USS Moosehead (ID-2047) przemianowany i przeklasyfikowany na "Porpoise" (YFB 2047) - USS Munrio (ID-2054) - USS Severance (ID-2063) - USS Raymond (SP-2065) - USS Glen White (SP-2068) - USS Alsen (ID-2076) - USS Pensacola (SP-2078) przeklasyfikowany na AK-7 - USS Munindies (ID-2093) - USS William A. McKenney (ID-2102) - USS Margin (SP-2119) - USS Long Beach (SP-2136) przeklasyfikowany na AK-9 - USS Black Hawk (ID-2140) przeklasyfikowany na AD-9 - USS Hatteras (SP-2142) - USS Lake Huron (SP-2144) - USS Sudbury (ID-2149) - USS Sylvan Arrow (ID-2150) - USS Lakeside (ID-2158) - USS West Haven (ID-2159) - USS F. J. Luckenbach (ID-2160) - USS Gorgona (SP-2164) - USS Wilhelmina (ID-2168) - USS Relief (SP-2170) - USS Atlas (SP-2171) nie włączony do służby - USS Bernard (ID-2174) - USS Tanamo (ID-2176) - USS Bavaria (ID-2179) - USS Lake Moor (SP-2180) - USS Amabala (ID-2185) - USS Lakeview (ID-2186) - USS Artemis (ID-2187) - USS Lake Erie (SP-2190) - USS Manhattan przemianowano na Nopatin (ID-2195) - USS Narragansett (SP-2196) - USS Munairies (ID-2197) - USS Bella (ID-2211) - USS Democracy (SP-2215) - USS Constantia (SP-2217) - USS Muscatine (ID-2226) - USS Evelyn (ID-2228), przyjęty do służby jako USS "Asterion" (AK-100) - USS "Hereshoff #308" (SP-2232) - USS "Hereshoff #321" (SP-2235) - USS Santiago (ID-2253) - USS San Juan (SP-2262) nie włączony do służby - USS Pocomoke (SP-2265) nie włączony do służby - USS Felix Taussig (SP-2282) - USS General Putnam (SP-2284) - USS Jack Scully (SP-2289) nie włączony do służby - USS Princess Matioka (SP-2290) - USS K. I. Luckenbach (ID-2291) - USS American (ID-2292) - USS Alexander H. Erickson (SP-2298) - USS Beaver (ID-2302) przeklasyfikowany na AS-5 - USS Herman S. Caswell (SP-2311) - USS Merchant (SP-2313) - USS Saetia (ID-2317) - USS Boston Floating Hospital (ID-2336) - USS Herbert L. Pratt (ID-2339) - USS Pontiac (SP-2343) - USS Munplace (ID-2346) - USS Winnebago (ID-2353) - USS Waban (SP-2355) nie włączony do służby - USS Westport (ID-2362) przemianowano na "Adrian" - USS Postmaster General (SP-2364) - USS Sea Hawk (SP-2365) - USS Bailey (ID-2370) przemianowano na "Coal Barge No. 419" - USS "Hereshoff #322" (SP-2373) - USS John G. Olsen (SP-2377) - USS Annie B. Embry (ID-2401) - USS Julia Luckenbach (SP-2407) - USS A. G. Prentiss (ID-2413) - USS Fairmont (ID-2429) - USS Blue Ridge (ID-2432) - USS Ripple (ID-2439) - USS Wanderer (SP-2440) - USS Walter Hardcastle (ID-2464) nie włączony do służby - USS Elinor (SP-2465) - USS Bussum (SP-2468) - USS Bivalve (ID-2472) - USS Bali (ID-2483) - USS S. M. Goucher (SP-2487) - USS Rondo (ID-2488) - USS Spray (ID-2491) - USS Foam (ID-2496) - USS Maartensdijk (ID-2497) - USS Merauke (ID-2498) - USS Biesbosch (ID-2499) - USS Rijndam (SP-2505) - USS Zeelandia (ID-2507) - USS Margaret (SP-2510) przemianowano na "Chatham" - USS Samarinda (ID-2511) - USS Westerdijk (ID-2514) - USS Veendijk (ID-2515) - USS Mercurius (ID-2516) - USS Absaroka (ID-2518) - USS Wieldrecht (ID-2519) - USS Chestnut Hill (ID-2526) - USS Noord Brabant (ID-2535) nie włączony do służby - USS Roepat (ID-2536) - USS Randwijk (ID-2546) nie włączony do służby - USS Lake Wood (ID-2555) - USS Lake Crescent (SP-2557) - USS Winterswijk (ID-2567) - USS Clio (ID-2578) - USS Hydraulic (SP-2584) - USS West Arrow (ID-2585) nie włączony do służby - USS Oosterdijk (ID-2586) - USS Ahdeek (SP-2589) - USS Barge No. 66 (ID-2604) przemianowano na "Freight Lighter No. 92" - USS Malang (ID-2623) - USS Bayocean (SP-2640) - USS Avenger (SP-2646) - USS Lake Tulare (ID-2652) - USS Yellowstone (ID-2657) - USS Barge No. 70 (ID-2678) przemianowano na "Freight Lighter No. 93" - USS Celebes (SP-2680) - USS Fenimore (ID-2681) - USS Gorontalo (SP-2682) - USS Westover (ID-2687) - USS Luella (ID-2691) - USS Ternate (ID-2697) - USS Lenape (SP-2700) - USS John M. Connelly (SP-2703) - USS Koningen der Nederlanden (ID-2708) - USS Rijnland (ID-2718) - USS Zuiderdijk (ID-2724) - USS Alexander Brown (SP-2725) przemianowany i przeklasyfikowany na "Saco" (YT 31) - USS Barge No. 62 (ID-2729) przemianowano na "Floating Derrick No. 39" - USS Zaanland (ID-2746) - USS West Lianga (ID-2758) - USS Clare (SP-2774) - USS Sixaloa (ID-2777) - USS Lake Traverse (ID-2782) - USS Tjisondari (ID-2783) - USS Dretcherland (SP-2793) - USS Ophir (ID-2800) - USS Jan Van Nassau (SP-2805) - USS West Wood (ID-2812) - USS "Hereshoff #323" (SP-2840) - USS Oakland (ID-2847) - USS Bie & Schiott (ID-2871) przeklasyfikowany na YP-2871 - USS Howard C. Moore (SP-2872) - USS Santa Luisa (SP-2873) - USS Barge No. 8 (SP-2876) przemianowany na "Coal Barge No. 420" - USS West Bridge (ID-2888) - USS Westerner (ID-2890) - USS Lake St. Clair (SP-2904) - USS Lake Pewaukee (SP-2906) - USS Lake Arthur (SP-2915) - USS Lake Weston (ID-2926) - USS Pasadena (ID-2943) - USS Lancaster (ID-2953) - USS Lake Elizabeth (SP-2957) - USS Barge No. 72 (ID-2986) przemianowany na "Freight Lighter No. 94" - USS Peter H. Crowell (ID-2987) - USS Gulfport (SP-2989) przeklasyfikowany na AK-5 - USS Lake Bridge (SP-2990) - USS Lake Forest (SP-2991) - USS Lake Michigan (SP-2993) - USS Lakeport (SP-2994) - USS Lake Superior (ID-2995) przemianowany i przeklasyfikowany na "Tuluran" (AG 46) - USS Lake Tahoe (ID-2996) przemianowany na "Evansville" - USS Lake Worth (ID-2997) - USS Pequot (ID-2998) - USS Siboney (ID-2999) - USS Topila (ID-3001) - USS Iowan (ID-3002) - USS Resolute (SP-3003) - USS Kaiser Wilhelm II (ID-3004) przemianowany na "Agamemnon" - USS Grosser Kurfürst (ID-3005) przemianowany na "Aeolus" - USS America (ID-3006) - USS Antigone (ID-3007) - USS Beaufort (ID-3008) przeklasyfikowany na AF-6 - USS Bridgeport (ID-3009) przeklasyfikowany na AD-10 - USS DeKalb (ID-3010) - USS Madawaska (ID-3011) przemianowany i przeklasyfikowany na "U. S. Grant" (AP-29) - USS Barbarossa (ID-3012) przemianowany na Mercury - USS President Grant (ID-3014) przemianowany i przeklasyfikowany na "Republic" (AP-33) - USS Savannah (ID-3015) przeklasyfikowany na AS-8 - USS Von Steuben (ID-3017) - USS George Washington (ID-3018) przemianowany i przeklasyfikowany na "Catlin" (AP 19) - USS Katrina Luckenbach (SP-3020) - USS Gold Shell (SP-3021) - USS Radnor (ID-3023) - USS Freedom (ID-3024) - USS Old Dominion (ID-3025) - USS Solitaire (ID-3026) - USS C. F. Sargent (ID-3027) - USS Amphitrate (SP-3028) przemianowany na "Nerita" - USS Barge No. 76 (ID-3030) przemianowany na "Freight Lighter No. 95" - USS Alaska (ID-3035) - USS Ibis (SP-3051) - USS Gratitude (SP-3054) - USS Cape Henry (ID-3056) - USS Advance (ID-3057) przeklasyfikowany na YT-28 - USS Fresno (SP-3063) - USS Josephus (SP-3065) - USS Rosedale (SP-3079) - USS Robert L. Barnes (ID-3088) przeklasyfikowany na AO-14 - USS Vittorio Emmanuel III (ID-3095) - USS Helvetia (SP-3096) - USS Westward Ho (ID-3098) - USS Westchester (SP-3103) - USS Asher J. Hudson (SP-3104) przemianowany i przeklasyfikowany na "Yuma" (YT 37) - USS West Zula (ID-3105) - USS Rod (SP-3114) - USS West Alsek (ID-3119) - USS West Indian (ID-3120) - USS Westchester (ID-3122) - USS Santa Olivia (SP-3125) - USS Santa Malta (SP-3125-A) - USS Liberator (ID-3134) - USS Beukelsdijk (ID-3135) - USS Griswold (SP-3138) - USS Alloway (SP-3139) - USS Chebaulip (ID-3141) - USS Camden (SP-3143) przeklasyfikowany na AS-6 - USS Aniwa (ID-3146) - USS Wakulla (ID-3147) - USS Sara Thompson (ID-3148) przeklasyfikowany na AO-8 - USS Western Ocean (ID-3151) - USS Western Sea (ID-3153) - USS Robert H. McCurdy (SP-3157) - USS Ice King (SP-3160) - USS Western Chief (ID-3161) - USS Western Spirit (ID-3164) - USS Barge No. 84 (ID-3168) przemianowany na "Freight Lighter No. 96" - USS West Shore (ID-3170) - USS Walter A. Luckenbach (ID-3171) - USS Hurst (SP-3196) - USS Westford (ID-3198) - USS West Mount (ID-3202) - USS Rescue (SP-3209) - USS West Gate (ID-3216) - USS Resolute (SP-3218) - USS West Gambo (ID-3220) - USS West Apaum (ID-3221) - USS Katherine W. Cullen (SP-3223) - USS Addie and Carrie (ID-3226) - USS Wassaic (ID-3230) - USS Sparrow II (SP-3231) - USS Volunteer (ID-3242) - USS Lagoda (SP-3250) - USS West Cohas (ID-3253) - USS West Point (ID-3254) - USS Atlantic (ID-3268) przeklasyfikowany na YFB-3268 - USS Severn (SP-3273) nie wszedł do służby - USS Mary M (SP-3274) - USS Hawaiian (SP-3277) - USS Ohioan (ID-3280) - USS Myrtle (SP-3289) - USS Hopkins (SP-3294) - USS Josephine (SP-3295) - USS Sagamore (SP-3296) przeklasyfikowany na AT-20 - USS Panaman (ID-3299) - USS Western Light (ID-3300) - USS Polar Sea (SP-3301) - USS Macona (ID-3305) - USS San Juan (SP-3306) nie wszedł do służby - USS El Occidente (SP-3307) - USS Plymouth (SP-3308) - USS Sagadahoc (ID-3311) - USS West Ekonk (ID-3313) - USS West Coast (ID-3315) - USS Robert M. Thompson (ID-3319) - USS West Gotomska (ID-3322) - USS Defiance (SP-3327) - USS West Galeta (ID-3330) - USS Easterner (SP-3331) - USS West Hobomac (ID-3335) - USS Eastport (ID-3342) - USS Sherman (SP-3345) przemianowany na "Durham" - USS Mojave (ID-3353) przeklasyfikowany na AT-15 - USS Barge No. 6 (ID-3373) przemianowany na "Freight Lighter No. 148" - USS Winding Gulf (ID-3379) - USS Eastern Chief (SP-3390) - USS Manna Hata (ID-3396) - USS Point Lobos (ID-3404) - USS Eastern Queen (SP-3406) - USS Zirkel (ID-3407) - USS Soestdijk (ID-3413) - USS Salvor (ID-3418) nie włączony do służby - USS Isanti (SP-3423) - USS Arabia (ID-3434) - USS Ozaukee (ID-3439) - USS W. L. Steed (ID-3449) - USS Betty Jane I (SP-3458) - USS Liberty (SP-3461) - USS Edith (SP-3469) - USS Point Bonita (ID-3496) przemianowany i przeklasyfikowany na "Camanga" (AG 42) - USS Montclair (ID-3497) - USS Eastern Shore (SP-3500) - USS Scranton (ID-3511) - USS Naiwa (ID-3512) - USS M. J. Scanlon (ID-3513) - USS Victorious (ID-3514) przemianowany i przeklasyfikowany na "George F. Elliot" (AP 13) - USS Nantahala (ID-3519) - USS Lydia (ID-3524) - USS Eastern Light (SP-3538) - USS Westport (ID-3548) - USS Willimantic (ID-3549) - USS West Mead (ID-3550) - USS Western Belle (ID-3551) - USS Bellingham (ID-3552) - USS Hickman (SP-3554) - USS Berwyn (ID-3565) - USS Lake Catherine (SP-3568) - USS Western Comet (ID-3569) - USS Morristown (ID-3580) - USS Neponset (ID-3581) - USS Rogday (ID-3583) - USS West Zucker (ID-3584) - USS Lake Blanchester (SP-3597-C) - USS Challenger (SP-3630) - USS West Madaket (ID-3636) - USS Major Wheeler (SP-3637) - USS West Loquassuck (ID-3638) - USS Polar Land (SP-3651) - USS Federal (SP-3657) - USS Elcasco (ID-3661) - USS Calamares (ID-3662) przeklasyfikowany na AF-18 - USS South Pole (ID-3665) - USS Polar Bear (ID-3666) - USS Invincible (SP-3671) - USS Westpool (ID-3675) - USS Independence (SP-3676) przemianowany i przeklasyfikowany na "Neville" (AP 16) - USS Cohasset (SP-3679) - USS West Mahomet (ID-3681) - USS West Hosokie (ID-3695) - USS Edenton (SP-3696) - USS West Lashaway (ID-3700) - USS Western Maid (ID-3703) - USS West Eldara (ID-3704) - USS West Kyska (ID-3709) - USS McDougall (SP-3717) - USS West Humhaw (SP-3718) - USS Western Plains (ID-3741) - USS Lake Larga (SP-3765A) - USS Lake Elsinore (SP-3765B) - USS Lake Gedney (SP-3765C) - USS Phoenix Bridge (ID-3767) nie włączony do służby - USS Western Hope (ID-3771) - USS Fort Wayne (SP-3786) - USS Polar Star (SP-3787) - USS North Pole (ID-3791) - USS Zaca (ID-3792) - USS West Grama (ID-3794) - USS Oskawa (ID-3797) - USS Piave (SP-3799) - USS Oskaloosa (ID-3800) - USS West Zeda (ID-3801) - USS Santa Teresa (ID-3804) przemianowany i przeklasyfikowany na "Kent" (AP 28) - USS Yamhill (ID-3806) przemianowany i przeklasyfikowany na "Arctic" (AF 7) - USS Banago (SP-3810) - USS West Carnifax (ID-3812) - USS West Cressey (ID-3813) - USS Western Ally (ID-3815) - USS Buford (ID-3818) - USS Saccarappa (ID-3828) - USS Kamesit (SP-3829) - USS Edward L. Dohney III (SP-3835) - USS West Cobalt (ID-3836) - USS Mercer (ID-3837) - USS Auburn (SP-3842) - USS West Wauna (ID-3856) - USS Sac City (ID-3861) - USS West Avenal (ID-3871) - USS Floridian (ID-3875) - USS Wathena (ID-3884) - USS Edgecombe (SP-3894) - USS West Elcajon (ID-3907) - USS West Compo (ID-3912) - USS Black Arrow (ID-3913) ex-"Black Hawk" (ID 1534) - USS Marne (ID-3929) - USS Mariana (ID-3944) - USS Lake Yahara (ID-3974) - USS Kaiserin Auguste Victoria (ID-3983) - USS West Conob (ID-4033) nie włączony do służby - USS Graf Waldersee (ID-4040) - USS New Windsor (ID-4050) nie włączony do służby - USS Imperator (ID-4080) - USS Lake Gaspar (SP-4086) - USS Lake Ypsilanti(ID-4114) - USS Lake Dymer (SP-4131) - USS Edisto (ID-4146) przemianowany i przeklasyfikowany na "Altair" (AD-11) - USS Western Star (ID-4210) - USS Lake Pepin (ID-4215) - USS Lake Geneva (SP-4215B) przemianowany i przeklasyfikowany na "Manomet" (AG 37) - USS Lake Helen (ID-4215E) - USS Capella (ID-4253W) przeklasyfikowany na AK-13 - USS Lake St. Regis (ID-4261) - USS Lake Mary (SP-4269) - USS Lake Berdan (SP-4276C) - USS Watonwan (ID-4296) - USS Newton (ID-4306) przeklasyfikowany na IX-33 - USS Moldegaard (ID-4324) - USS Lake Conesus (SP-4331) - USS Hoxbar (SP-4341) - USS Hoven (SP-4341B) - USS Lake Capens (SP-4358) - USS Lake Charlotte (SP-4394) - USS Lake Frances (SP-4406) - USS Lake Gakona (SP-4409A) - USS Lake Fern Wood (SP-4410) - USS Lake Otisco (ID-4410D) - USS Lake Harney (SP-4410E) - USS Lake Lillian (SP-4410F) - USS Lake Wimico (ID-4410G) - USS Lake Daraga (SP-4428) - USS Lake Pleasant (SP-4429) - USS Lake Harris (SP-4429A) - USS Baxley (SP-4449) - USS Munwood (ID-4460) - USS Agwidale (SP-4464) - USS Teresa (ID-4478) - USS West Lewark (ID-4490) nigdy nie wszedł do służby - USS El Oriente (SP-4504) - USS El Sol (SP-4505) - USS Mount Vernon (ID-4508) - USS Tivives (ID-4521) - USS Santa Barbara (ID-4522) - USS Santa Clara (SP-4523) - USS Stephen R. Jones (ID-4526) - USS Pastores (ID-4540) przeklasyfikowany na AF-16 - USS Alaskan (SP-4542) - USS Arizonan (ID-4542-A) - USS Finland (ID-4543) - USS Minnesotan (ID-4545) - USS Edgar F. Luckenbach (SP-4697) |